# Eurofighter Typhoon
El Eurofighter Typhoon (literalmente: «eurocaza tifón») es un caza polivalente, bimotor, de gran maniobrabilidad, diseñado y construido por el consorcio de empresas europeas Eurofighter GmbH, creado en 1983 y compuesto por las compañías Airbus Group, BAE Systems y Alenia Aeronautica. Realizó su primer vuelo el 27 de marzo de 1994, entrando en servicio el 8 de abril de 2003 con Alemania. Su diseño con configuración de ala en delta-cantilever se parece al de otros aviones de combate europeos, tales como el Dassault Rafale, de Francia, y el Saab 39 Gripen, de Suecia. Se diseñó potenciando la agilidad, capacidades furtivas y la inclusión de sistemas de aviación avanzados, convirtiéndolo en la fecha de lanzamiento en uno de los mejores cazas de cuarta generación entonces en servicio. Ante la irrupción de los aviones de combate de quinta generación, se encuentra en desarrollo un programa de actualización llamado Long Term Evolution, con el fin de prolongar sus capacidades y vida útil.
La producción en serie del Eurofighter Typhoon ha sido dividida en tres fases (tranches), con un aumento gradual de las capacidades del avión en cada una de ellas. Entró en servicio inicialmente con la Real Fuerza Aérea británica, la Luftwaffe alemana, la Fuerza Aérea Italiana, el Ejército del Aire y del Espacio de España. Arabia Saudí firmó un contrato que ascendía al valor de 4430 millones de libras (aproximadamente 6400 millones de euros de 2007) por 72 aviones.

## Desarrollo

Escarapela aeronáutica del consorcio Eurofighter, formado por Alemania, España, Italia y el Reino Unido. Nótese que cada una de las porciones representa a cada uno de los países fundadores.

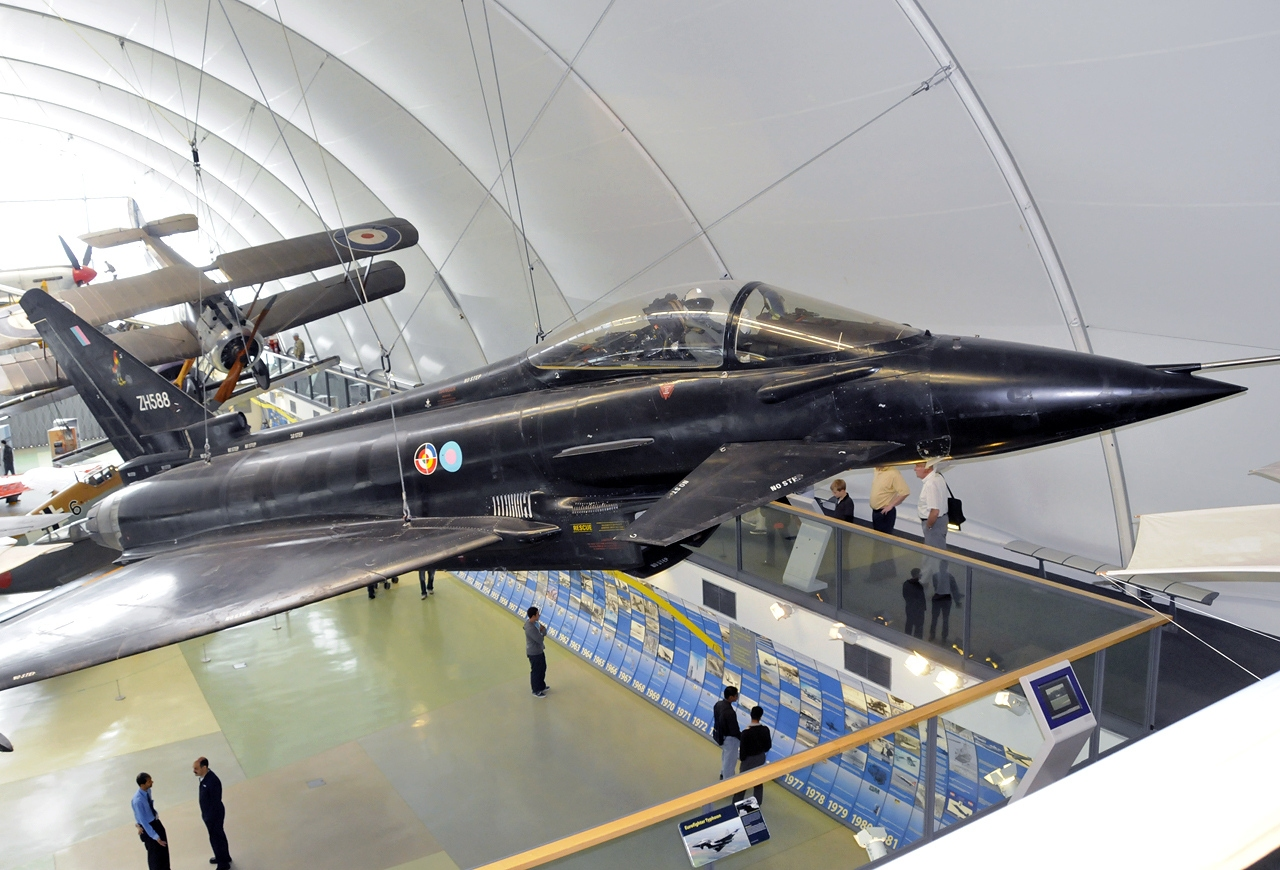
Eurofighter Typhoon DA2, uno de los prototipos de desarrollo británicos, actualmente en el Museo de la RAF de Londres.

El proyecto se inició por un requerimiento técnico de varios países para sustituir los SEPECAT Jaguar (RAF), Panavia Tornado (RAF), McDonnell Douglas F-4 Phantom II (RAF y Luftwaffe), Lockheed F-104 Starfighter (Italia) y Dassault Mirage F1 (España) de diversas fuerzas aéreas europeas. El detonante para la aparición de este nuevo caza fue, entre otros, la información que se estaba recibiendo acerca de los nuevos prototipos soviéticos RAM-K y RAM-L, que posteriormente se renombrarían como Su-27 Flanker y MiG-29 Fulcrum. El avión se diseñó teniendo en cuenta los requerimientos técnicos de las fuerzas aéreas de algunos miembros de la OTAN como Alemania, Francia y el Reino Unido; originalmente la expresión eurofighter o eurocaza no obedecía a una nave en particular, sino a la necesidad de contar con este caza de uso común. Sin embargo, con el abandono del proyecto por parte de la fuerza aérea francesa y el abocarse a construir su propia versión de un "Eurofighter" con un avión a su medida, donde Dassault liderara el diseño y los otros socios se limitasen a financiar conjuntamente el proyecto, además, la Armée del Air no estaba conforme con diseños como el TFK-90 o el P110.B, en los que se basa el Eurofighter Typhoon, prefiriendo un avión algo más pequeño y embarcable, por lo que abandonó el proyecto de avión europeo para crear su propio caza, el Avion de Combat Expérimental (ACX), que posteriormente pasaría a ser conocido como Rafale A.
De esa manera, en 1982 se presentó el programa Agile Combat Aircraft (ACA), en el que Italia, Alemania y el Reino Unido aparecían como socios. Se intentó confeccionar un programa para un demostrador tecnológico llamado Experimental Aircraft Programme (EAP), pero el Gobierno británico no lo financió y al final tuvo que ser la propia British Aerospace (BAe) la que financiara el proyecto, aprovechando partes como la sección de cola del Tornado y sus motores RB199. El EAP realizó su primer vuelo en 1986 y tuvo un éxito inmediato. Hubo algunas voces que quisieron que ese mismo avión entrara en servicio en la RAF, pero el desarrollo del más conservador Tornado F.Mk3 paró la financiación del proyecto. Sin embargo, Alemania también desarrollaba por aquel entonces el X-31, junto con la compañía estadounidense Rockwell, para disponer de tecnologías aplicables al futuro ACA, aunque la más novedosa, la tobera orientable 3D del mismo, no equipó al Eurofigther, al menos en un primer momento. El Eurofighter parte en gran medida de tecnologías probadas en el EAP.
España se unió al proyecto el 2 de septiembre de 1985, aunque ya había seguido con interés la evolución de los acontecimientos. A partir de entonces, al proyecto se le conoció como European Fighter Aircraft (EFA) y se constituyeron varios consorcios para realizar las diversas partes del avión Eurofighter: para la célula e integración de sistemas, para los motores Eurojet, para el sistema de seguridad EuroDASS, etc. A partir de entonces, el proyecto sufrió un parón debido al final de la Guerra Fría y a los altos costes de la reunificación alemana, lo que supuso que el proyecto se retrasase unos cinco años. Mientras tanto, los socios discutían la forma de reducir el precio del avión, así como el coste general del programa, eliminando sistemas del avión (por ejemplo: la carísima protección contra pulsos de radiación electromagnética), o reduciendo el número de prototipos. Finalmente, el 27 de marzo de 1994, el primer prototipo DA01 voló desde la factoría de MBB en Manching, pilotado por el piloto de pruebas Peter Weger. Durante 8 años, los siete prototipos del programa realizaron numerosas horas de vuelo para llegar a la fase de fabricación a principios del año 2001.
Cuando se firmó el contrato de producción final, las ventas revisadas fueron: Reino Unido, 232 aparatos, Alemania, 180, Italia, 121 y España, 87 (por un importe total de 10 795 millones de euros). La producción se redistribuyó según los siguientes porcentajes: British Aerospace (37 %), DASA (29 %), Aeritalia (19,5 %) y CASA (14 %).
El desarrollo es responsabilidad de Eurofighter Jagdflugzeug GmbH, con base en Múnich, una compañía que pertenece completamente a BAE Systems (parte de British Aerospace) en el Reino Unido, Alenia Aerospazio en Italia, EADS Deutschland Aerospace Group (perteneciente a DaimlerChrysler en conjunción con DASA) y EADS España (antes CASA).
El 2 de julio de 2002, el gobierno austriaco anunció la decisión de comprar el Typhoon como su nuevo avión de defensa aérea. La compra de 18 Typhoon se finalizó el 1 de julio de 2003. El coste fue de 1 959 millones de euros e incluía 18 aeronaves, entrenamiento para pilotos y tripulación de tierra, logística, mantenimiento y un simulador. El coste de un avión Typhoon listo para volar es de 62,9 millones de euros. Dicho pedido se vio disminuido posteriormente a 15 aparatos.
El proyecto ha sido nombrado y renombrado varias veces desde su nacimiento, siendo conocido como EFA (European Fighter Aircarft), Eurofighter, EF2000 (Eurofighter 2000) y Typhoon («tifón»).

### Producción

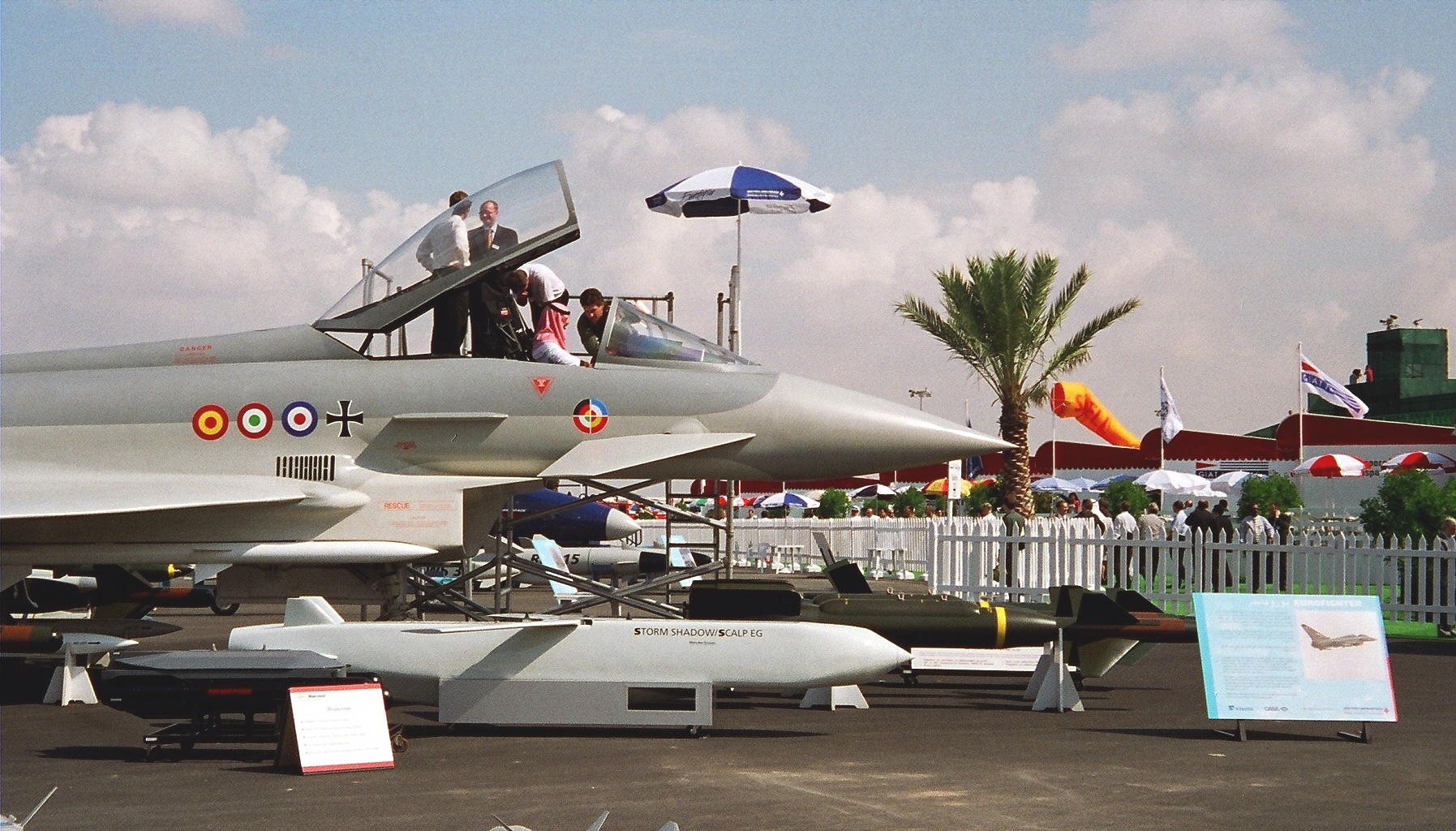
Prototipo del Eurofighter Typhoon mostrado en el Dubai Air Show de 1998.

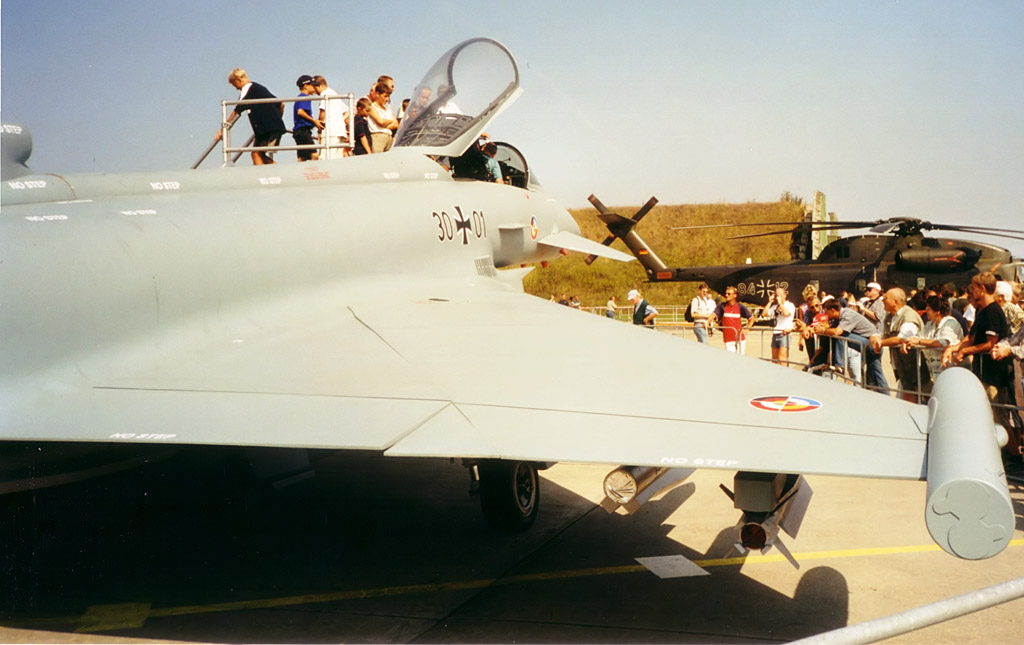
Eurofighter presentado para su exposición en la Base Aérea de Rostock-Laage.

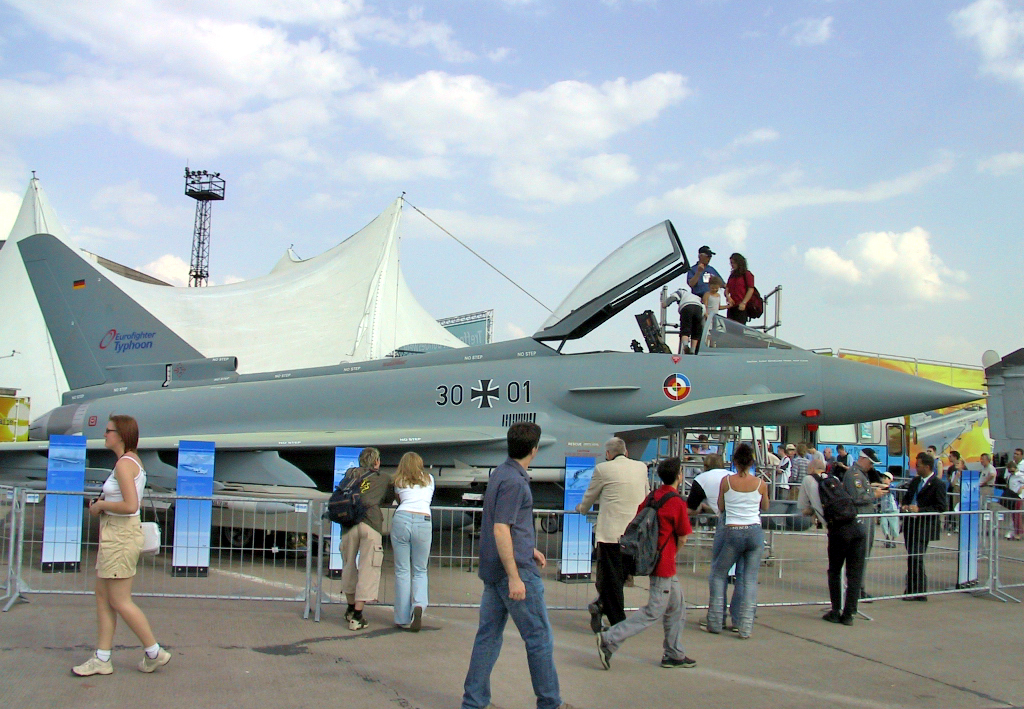
Eurofighter en la exposición Exhibición Aeroespacial Internacional (ILA) de 2002.

El Eurofighter Typhoon es el único avión de combate moderno que tiene líneas de montaje diferentes (el F-16 solo se produce internacionalmente bajo licencias limitadas). Cada socio ensambla sus propios aviones, aunque construye las mismas partes de todas las aeronaves que se producen.
Italia (Alenia)
- Ala izquierda.
- Bordes de ataque externos.
- Secciones de fuselaje traseras.

Reino Unido (BAE Systems)
- Fuselaje frontal (incluyendo canards).
- Pabellón.
- Espina dorsal.
- Aletas de cola.
- Bordes de ataque internos.
- Secciones de fuselaje traseras.

Alemania (EADS Deutschland)
- Fuselaje central.

España (EADS CASA)
- Ala derecha.
- Superficies de bordes.

La producción se divide en tres modelos o fases (o tranche en la denominación oficial), con un aumento gradual de la capacidad en cada una de ellas (ver tabla inferior).
| País           | Fase 1 2003-2007                      | Fase 2 2008-2012 | Fase 3 2013-2020 | Fase 4 2021-? | Total     |
| -------------- | ------------------------------------- | ---------------- | ---------------- | ------------- | --------- |
| Reino Unido    | 53                                    | 67               | 40               | 0             | 160       |
| Alemania       | 33                                    | 79               | 31               | 38            | 181       |
| Italia         | 28 (sustituidos por 24 en la 4ª Fase) | 47               | 21               | 24            | 120 (-28) |
| España         | 19                                    | 34               | 20               | 45            | 118       |
| Arabia Saudita | 0                                     | 48               | 24               | 0             | 72        |
| Austria        | 15                                    | 0                | 0                | 0             | 15        |
| Omán           | 0                                     | 0                | 12               | 0             | 12        |
| TOTAL          | 148                                   | 275              | 148              | 83            | 678       |

El Reino Unido traspasó 16 aparatos de los que tenía contratados al pedido de Arabia Saudita y en junio de 2011 anunció la retirada en 2018 de 55 Eurofighter de las primeras fases, debido a la carestía de su actualización a la Fase 3, con lo que su actual inventario es de 144 aviones, pudiéndose ver reducido a 89 en el futuro. En noviembre de 2011, EADS propuso, a los países socios de programa, cancelar los pedidos de la Tranche 3B a cambio de conseguir nuevos contratos en campañas de exportación e invertir ese dinero en la reactivación del programa Talarion. Ante la tensión con Rusia, la RAF se replantea activar dos escuadrones de los aviones retirados, dedicándose exclusivamente a defensa aérea, al corresponder a la versión más antigua. La RAF y BaE Systems están investigando cómo mejorar las capacidades del avión en misiones de ataque.
Según la propuesta del consorcio, si la filial alemana de Cassidian logra el contrato del Concurso MRCA que está liderando en India, el país no tendría obligación de adquirir los 37 aviones de la Trancha 3B que tiene apalabrados. A cambio, EADS pide que se invierta ese dinero en la compra del UAV europeo. Lo mismo ocurriría con la campaña de la que es responsable España y que abandera en Corea o al Reino Unido con la de Japón.

### Costes
El programa Eurofighter tuvo un coste de 60 000 millones de euros, de los cuales casi 12 300 corresponden a su desarrollo, teniendo un coste de despegue estimado en 2008 de 63 millones de euros, con un coste de compra de 88,4 millones de euros.
El coste de adquisición varía en función de la configuración que cada país haya elegido para su avión, ya que en cada uno es diferente, el coste total de obtención del Typhoon británico en 2011 fue de 126 millones de libras.
Como referencia, el coste por hora de vuelo es de 43 000 € en 2010, y el coste anual de mantenimiento en el período 2009-2019 sería de 15 millones de euros, proyectándose las siguientes cifras:
- Defectos rectificados en 45 min: el 50 % de ellos.
- Cambio de motor por 4 personas: 45 min.
- Defectos rectificados en 3 h: el 90 % de ellos.
- Inspección prevuelo: menos de 15 min por dos personas.
- Inspección postvuelo: menos de 45 min por dos personas.
- Cambio o instalación de configuración aire-aire: menos de 23 min por 6 personas.
- Cambio o instalación de configuración aire-tierra: menos de 30 min por 6 personas.

### Exportaciones

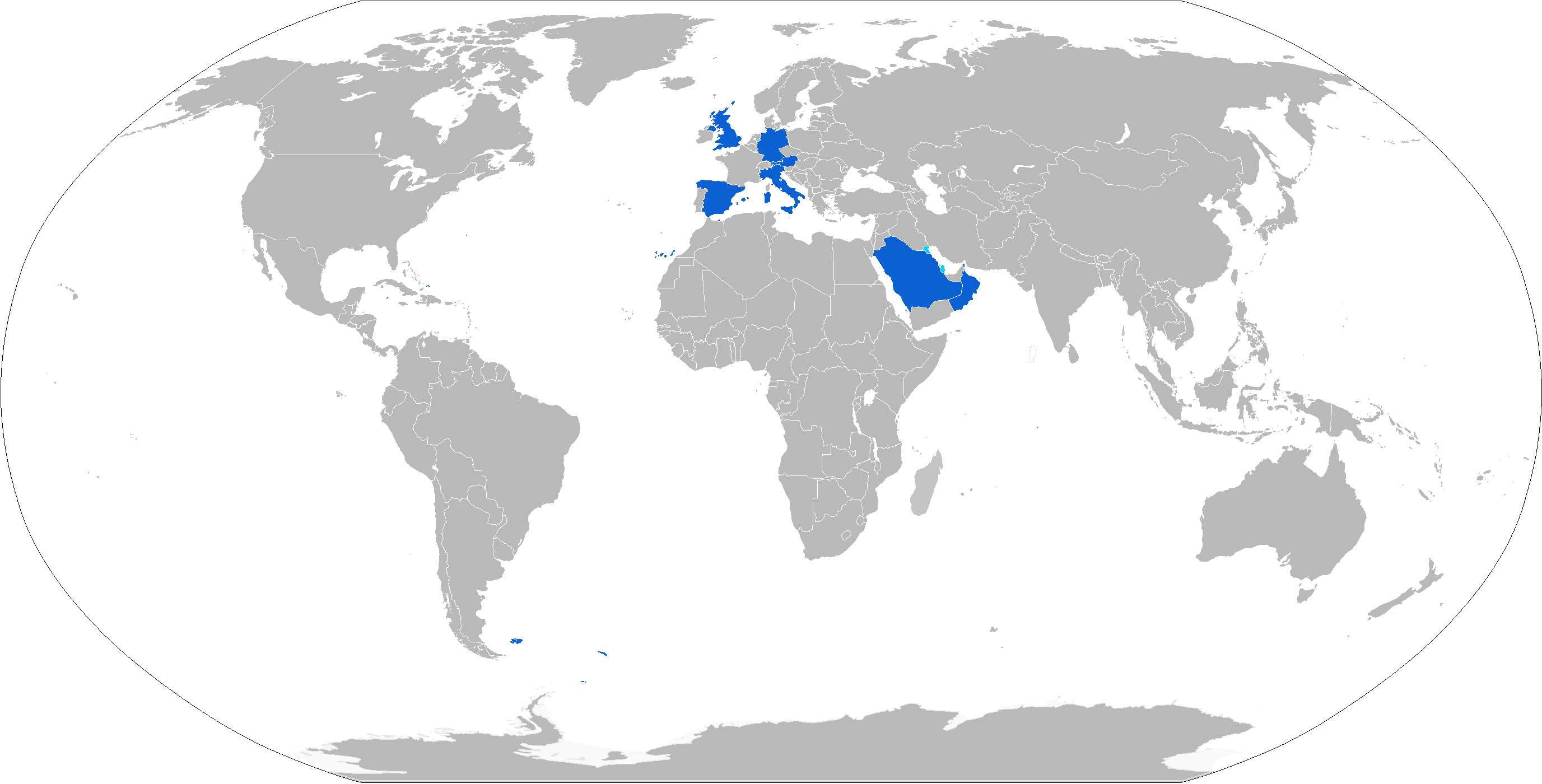
Países que operan o tienen encargado el Eurofighter Typhoon.

#### Austria

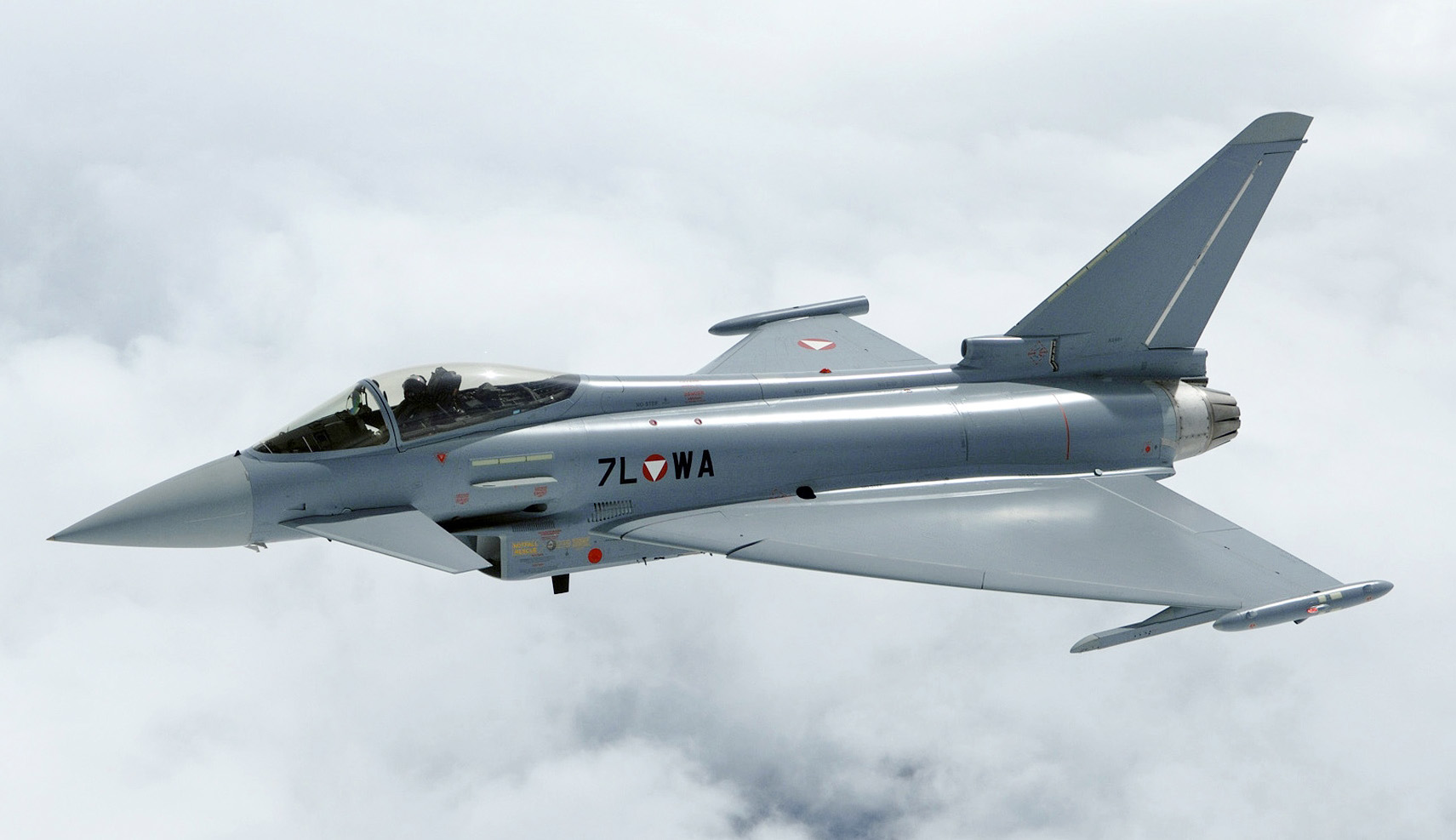
Eurofighter Typhoon de la Fuerza Aérea Austriaca.

El 2 de julio de 2002, el Gobierno austriaco anunció la decisión de adquirir el Typhoon como su nuevo avión de defensa aérea. El encargo de 18 Typhoon se finalizó el 1 de julio de 2003, incluyendo, además de los aviones, entrenamiento de pilotos y personal de tierra, logística, mantenimiento y un simulador. El futuro de este pedido fue cuestionado por el Parlamento austriaco.
El 26 de junio de 2007, el ministro de Defensa austriaco Norbert Darabos anunció una reducción del pedido inicial, que pasó de 18 a 15 unidades. El primero de los Eurofighter pedidos por Austria fue entregado el 12 de julio de 2007, entrando a formar parte de la Fuerza Aérea Austriaca.
Sólo 10 años después, el 7 de julio de 2017, el Ministerio de Defensa austriaco anunció la retirada del Typhoon por no ser «eficaz militarmente y económicamente eficiente». Según el ministro Hans Peter Doskozil, su abandono permitiría el ahorro de 2000 millones de euros.
Sin embargo, en 2022, el mismo Ministerio anunció que toda la flota de Eurofighter sería modernizada. Los actuales 15 ejemplares recibirían visión nocturna, autodefensa y misiles de medio alcance.
Además, se comenzó a examinar la compra de más cazas a reacción.

#### Arabia Saudí

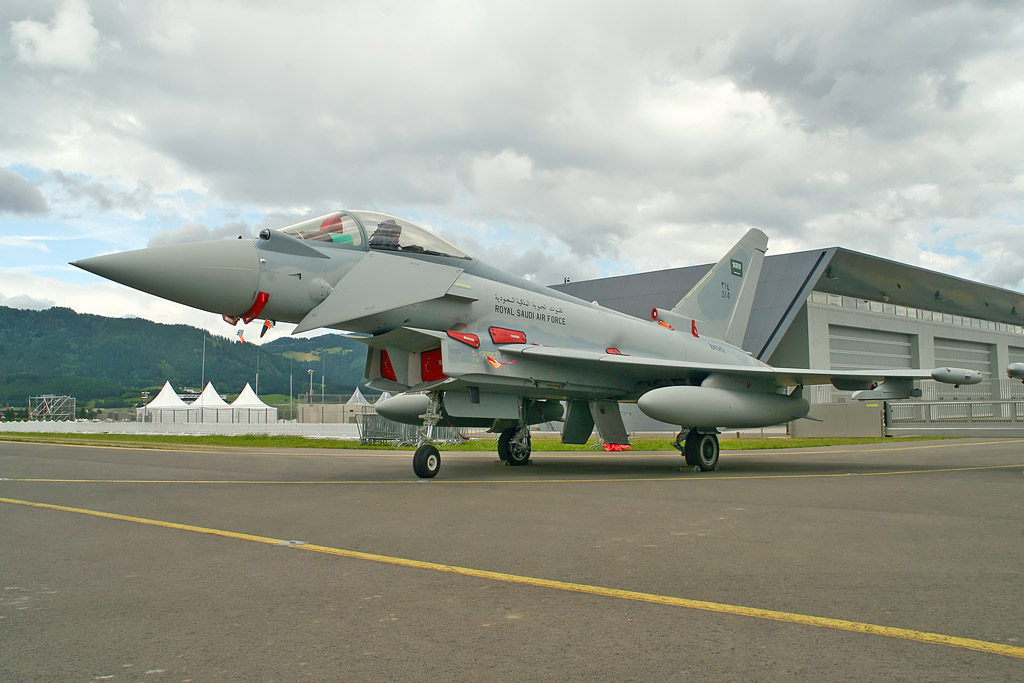
Eurofighter Typhoon de la Real Fuerza Aérea Saudí.

El 18 de agosto de 2006 se anunció que Arabia Saudí adquiriría 72 Typhoon para equipar a la Real Fuerza Aérea Saudí. En noviembre y diciembre se informó de que Arabia Saudí había amenazado con comprar Rafale franceses por la investigación del caso Al Yamamah, que comenzó en los años 80. Sin embargo, el 17 de septiembre de 2007, Arabia Saudí confirmó el pedido de 72 Eurofighter Typhoon por 4430 millones de libras esterlinas.
El 11 de agosto de 2008, Arabia Saudí comenzó las negociaciones con BAE Systems para la adquisición de un segundo lote de 72 o más aparatos.

#### Omán
El 21 de diciembre de 2012 se anunció que Omán había firmado un acuerdo de compra en el que se incluían 12 cazas Typhoon y 8 entrenadores Hawk para equipar a la Real Fuerza Aérea de Omán, valorado en 2500 millones de libras.

#### Kuwait
En 2016 se firmó el acuerdo de compra entre el Estado de Kuwait y el Gobierno de Italia, relativo a la adquisición de 22 aparatos monoplaza y seis aparatos biplaza Eurofighter Typhoon. Los aviones serán de la Tranche 3 estándar, equipados con radar E-Scan.

#### Catar
En diciembre de 2017, BAE Systems anunció de manera oficial la firma de un contrato para suministrar 24 Eurofighter Typhoon a la Fuerza Aérea de Catar.

### Posibles exportaciones

#### Colombia
En julio de 2019, la Fuerza Aérea Colombiana hizo público en un comunicado la llamada lista corta de los cazas preseleccionados para reemplazar a sus veinte IAI Kfir. Los tres aparatos incluidos en esa lista fueron el F-16, el Eurofighter Typhoon y el Saab 39 Gripen. En fechas posteriores, las compañías y distintas fuerzas aéreas realizaron ofertas de aparatos nuevos y de segunda mano. Respecto al Typhoon, la propuesta fue una docena de aparatos pertenecientes a la trancha 1 más mantenimiento y repuestos, todos ellos provenientes del Ejército del Aire español.

### Ventas frustradas

#### Grecia
En 1999, el gobierno griego acordó la compra de 60 Typhoon para reemplazar sus aviones de combate de segunda generación. A pesar de que en junio de 2006 el gobierno anunció un plan de adquisición multianual por 2200 millones de euros, con la intención de conseguir la adquisición de un caza de siguiente generación (siendo candidatos el Typhoon, el Dassault Rafale y el Lockheed Martin F-35 Lightning II, la compra se ha pospuesto indefinidamente debido a los problemas económicos agudos presentados en el tercer lustro del siglo XXI.

#### India
El Typhoon participó en India en el programa para elegir un nuevo avión de combate denominado Indian MRCA Competition (en español: Competición para la adquisición de un nuevo avión de combate polivalente indio), a través del cual se podrían vender 126 aviones. Hubo informes que indicaban que el Typhoon podría ser el ganador del concurso, sin embargo finalmente fue adjudicado al Dassault Rafale.

#### Japón
El Eurofighter Typhoon era candidato en Japón en el concurso para proveer a su fuerza aérea de un caza de nueva generación, compitiendo con los estadounidenses F/A-18E/F Super Hornet y F-15E Strike Eagle, pero el gobierno nipón se decidió finalmente por el Lockheed Martin F-35 Lightning II.

#### Suiza
El país alpino evaluó la compra del Eurofighter Typhoon para sustituir a sus Northrop F-5E Tiger II, en un concurso en el que compitió contra el Dassault Rafale y el Saab Gripen NG, pero finalmente no se realizó ningún pedido de ningún aparato. Un nuevo concurso en 2021 volvió a presentar al Typhoon como opción, además del Rafale, el Boeing F/A-18 Super Hornet y el Lockheed Martin F-35 Lighting II, resultando ganador este último en prácticamente todos los criterios.

#### Finlandia
El Eurofighter también participó en 2021 en el concurso HX para reemplazar los F/A-18 Hornet en servicio en la Fuerza Aérea Finlandesa, enfrentándose al Dassault Rafale, al Boeing F/A-18 Super Hornet, al Saab JAS 39 Gripen E/F y al Lockheed Martin F-35 Lighting II. Nuevamente, el F-35 superó ampliamente al Typhoon y al resto de competidores.

#### Serbia
En 2022, Serbia indicó su interés en adquirir Eurofighter nuevos o de ocasión.

### Inventario

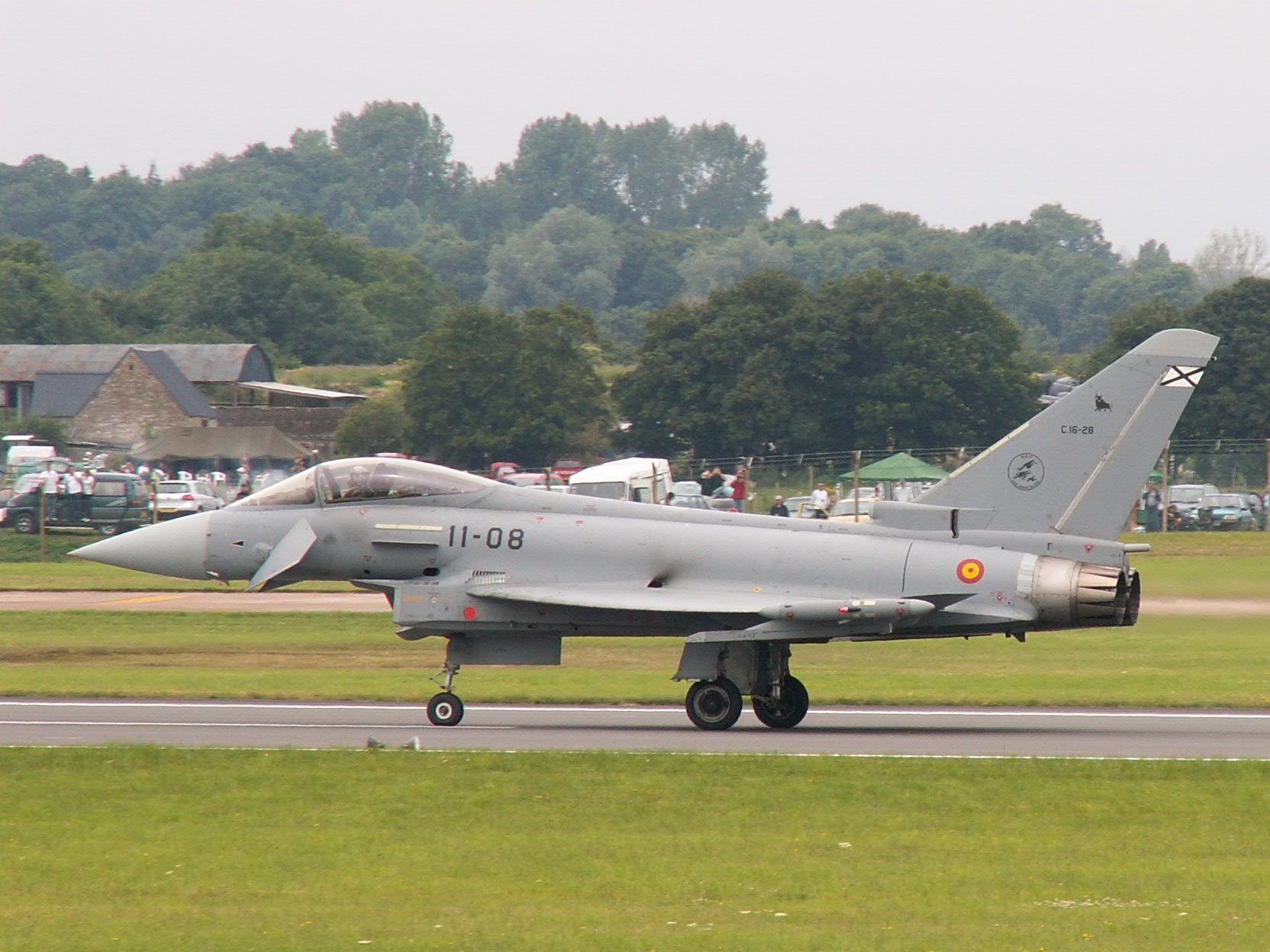
Un Eurofighter Typhoon del Ejército del Aire de España en el Royal International Air Tattoo de 2007.

A pesar de los retrasos y controversias por su coste, el Typhoon se encuentra en producción desde el año 2003.

#### Real Fuerza Aérea británica
En el servicio británico, esta aeronave sustituiría al interceptor Tornado F3 y al avión de ataque a tierra Jaguar GR.3A. Los Tornado serían reemplazados gradualmente en el período 2006-2010, y los Jaguar en el 2010-2014. Las entregas iniciales de Typhoon a la RAF dieron comienzo en 2003. La primera unidad fue una Unidad de Evaluación Operacional, 17.º escuadrón de la RAF, en el año 2003, seguida de la Unidad de Conversión Operacional, 29.º escuadrón de la RAF, en el año 2004. La designación inicial de las aeronaves de la RAF son T1, para los entrenadores de dos asientos, y F1, para los caza operativos de único asiento.
La RAF ha empleado en combate real sus Typhoon en operaciones en Libia e Irak.
Los 30 Tranche 1 restantes están siendo progresivamente retirados hasta 2025. La estructura de estos aviones contará aún con casi 60% de vida útil en promedio. Actualizaciones con cierto equipamiento de Tranche 2 y Tranche 3 serían posibles.

#### Ejército del Aire y del Espacio
En España, el Eurofighter Typhoon es denominado C.16 Typhoon y entró en servicio en octubre de 2004. Está destinado en la unidad Ala 11 del Ejército del Aire, situada en la Base Aérea de Morón (Sevilla). Después de estas entregas al Ala 11, el Ala 14 recibió Eurofighter en la siguiente década, sustituyendo a los Mirage F1 en la Base Aérea de Los Llanos (Albacete).
Por último, los Eurofigther sustituirán a la veintena de F/A-18 ex-Armada estadounidense que opera el Ala 46 en la Base Aérea de Gando (Telde). Se estimaba que se podrían comprar 24 aeronaves Tranche 3B, que quedarían basadas en la península para destinar a Canarias dos escuadrones de F-18 modernizados. En junio de 2022 se oficializó la compra definitiva de 20 nuevas unidades., las primeras unidades se recibirán en 2026.

#### Fuerza Aérea Austriaca
Un trabajo de marketing y comercialización consiguió un pedido de Austria de 15 unidades y de Arabia Saudí por un número de 48 unidades, más 24 opcionales (con probabilidad de nuevas adquisiciones).[cita requerida]

#### Grecia
El gobierno griego también seleccionó el Eurofighter, pero el pedido se pospuso por el gasto ocasionado por los Juegos Olímpicos de Atenas 2004, y por la compra posterior de 30 F-16, lo que ha parecido indicar un desinterés del gobierno griego, o de su fuerza aérea, por el avión.

#### Noruega
Noruega también ha expresado su interés, y participa en el programa de manera testimonial, aunque también lo hace en el Programa Joint Strike Fighter estadounidense, comprando finalmente 52 aviones F-35.

#### Turquía
Entre los países que han mostrado interés en el Eurofighter destaca Turquía, de la que se dice que incluso podría pasar a ser el quinto socio del programa. Aunque la Fuerza Aérea impuso su preferencia por el F-35, finalmente el Reino Unido ha presentado una oferta para la adquisición de 40 unidades de este aparato dada la mala imagen internacional del aparato estadounidense.

#### Italia
Italia es uno de los socios del programa. Es dudoso que adquiera más aviones dado el compromiso actual italiano con el F-35.[cita requerida]

#### Arabia Saudita
La Fuerza Aérea encargó 72 aviones. Junto a la RAF, es el único operador en haber empleado en combate el avión.[cita requerida]

### Problemas
En 2001, se anunció que la RAF no iba a usar el cañón interno del avión. Esto no se debía a que se percibiera el cañón como inadecuado, sino por considerarlo innecesario, ya que el armamento con misiles se consideraba más adecuado para el rol de caza del Typhoon. De todas maneras, la eliminación del cañón afectaría a las características de vuelo del avión, requiriendo modificaciones en el software de vuelo que deberían ser costeadas por la RAF. Precisamente debido a esta circunstancia, la RAF anunció que todos sus Typhoon llevarían el cañón, aunque no sería utilizado. Los técnicos de la RAF aseguraron que esto ahorraría dinero al reducir el coste de los requerimientos para los equipos de tierra y al evitar los efectos de fatiga al disparar el cañón. La RAF mantiene la opción de activar los cañones en un tiempo mínimo si los requerimientos operacionales variasen.

## Diseño

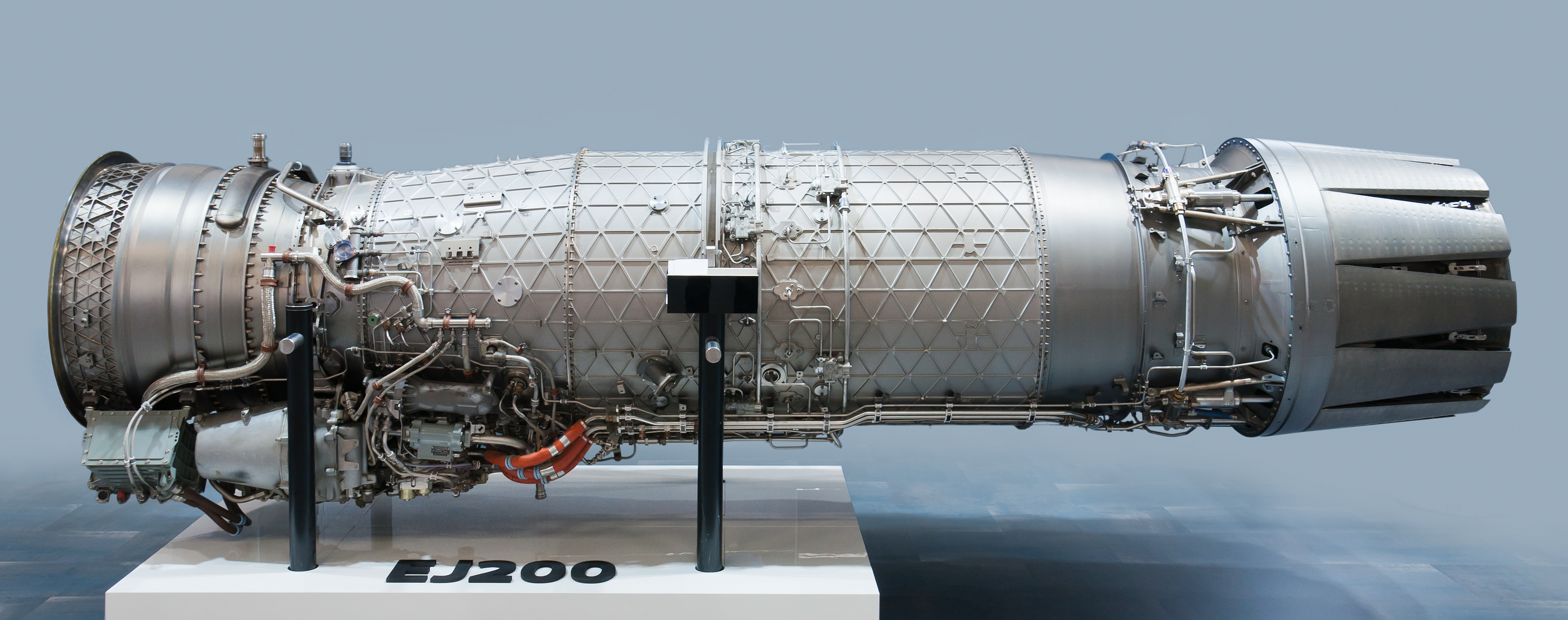
Motor EJ200 con empuje vectorial.

Las características del Typhoon son una buena muestra de su desarrollo. La célula del Typhoon fue diseñada de manera que fuera inestable en vuelo (con canards y ala en delta truncada), lo que le proporciona una gran maniobrabilidad. Para solventar el problema de la inestabilidad se recurre a un sistema de control de vuelo cuádruple redundante fly-by-wire.
En los virajes mantiene la energía perfectamente al disponer de una relación empuje a peso de 1,15, además de que los motores EJ200 le permiten volar en régimen de supercrucero (capacidad de volar a velocidades supersónicas sin utilizar postquemadores). La empresa española ITP (Industria de Turbopropulsores, S.A.) está desarrollando un sistema de tobera orientable que permitiría al Typhoon tener empuje vectorial. Las pruebas de dichas toberas, realizadas con los motores EJ200, han sido exitosas y solo depende de las voluntades de los gobiernos para equipar a los aparatos con éstas, ya que el sistema de control de vuelo (FCS por sus siglas en inglés) del Eurofighter ya está preparado para recibirlas.
El avión está fabricado en gran parte por compuestos como fibra de vidrio o fibra de carbono, que proporcionan mayor rigidez estructural a la célula, lo que le permite realizar maniobras con valores de fuerza G muy altos. El asiento eyectable es del tipo Cero-Cero, construido por el fabricante Martin Baker, y es capaz de eyecciones a más de 600 nudos de velocidad (aproximadamente 1100 km/h). No se descarta tampoco la adopción de depósitos de combustible conformables (CFT por sus siglas en inglés) en la fase 3 de producción, lo que le proporcionaría una mayor autonomía de vuelo, aunque esto obligaría al Eurofighter a portar menos armamento. En las primeras fases de diseño se consideró la posibilidad de usar doble deriva, aunque posteriormente se desechó por la mayor fuerza estructural que presenta la deriva única. A pesar de no buscar características de baja detectabilidad como requerimiento, como sí lo ha hecho el F-22 Raptor, el Typhoon tiene su forma bien cuidada para tratar de ser lo menos detectable posible a la iluminación del radar.

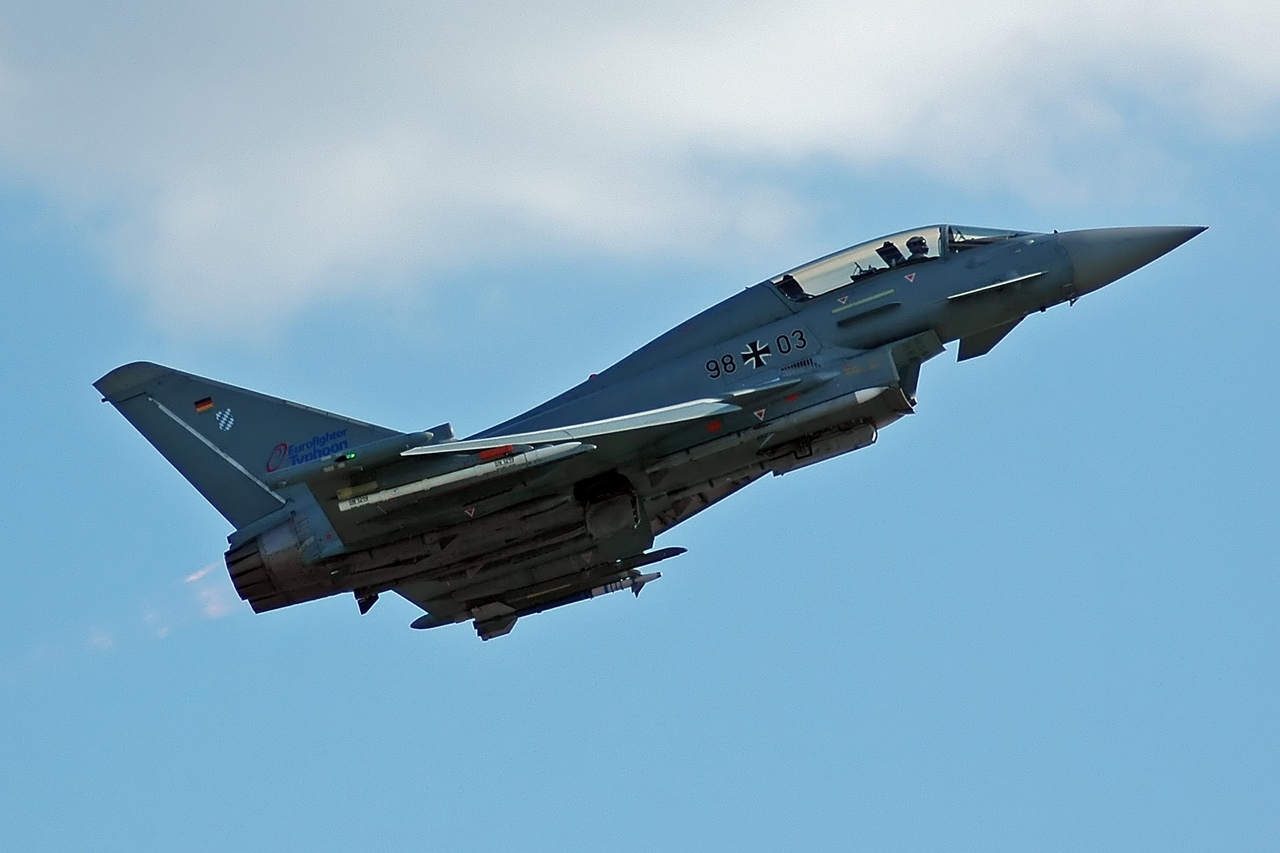
Eurofighter Typhoon alemán (vista derecha).
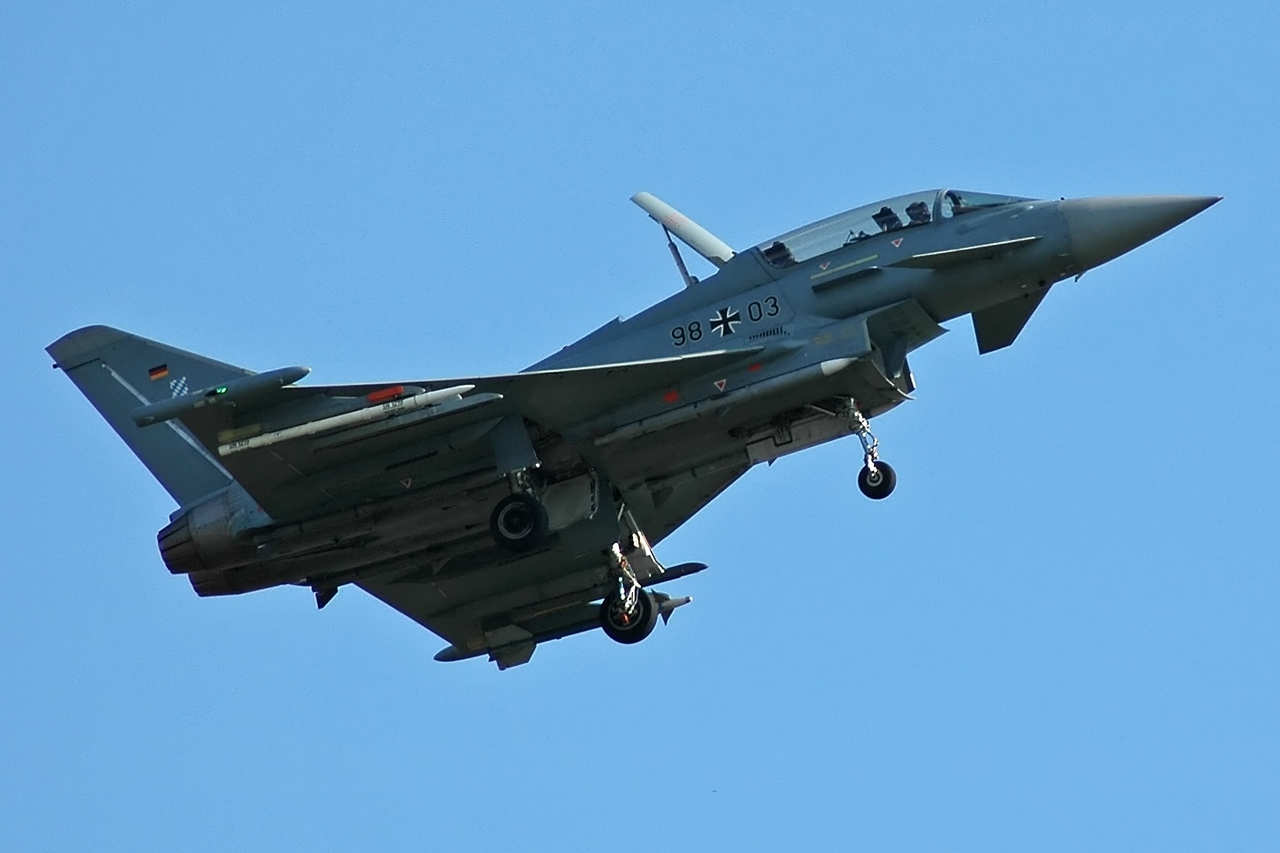
Eurofighter Typhoon alemán preparándose para el aterrizaje.
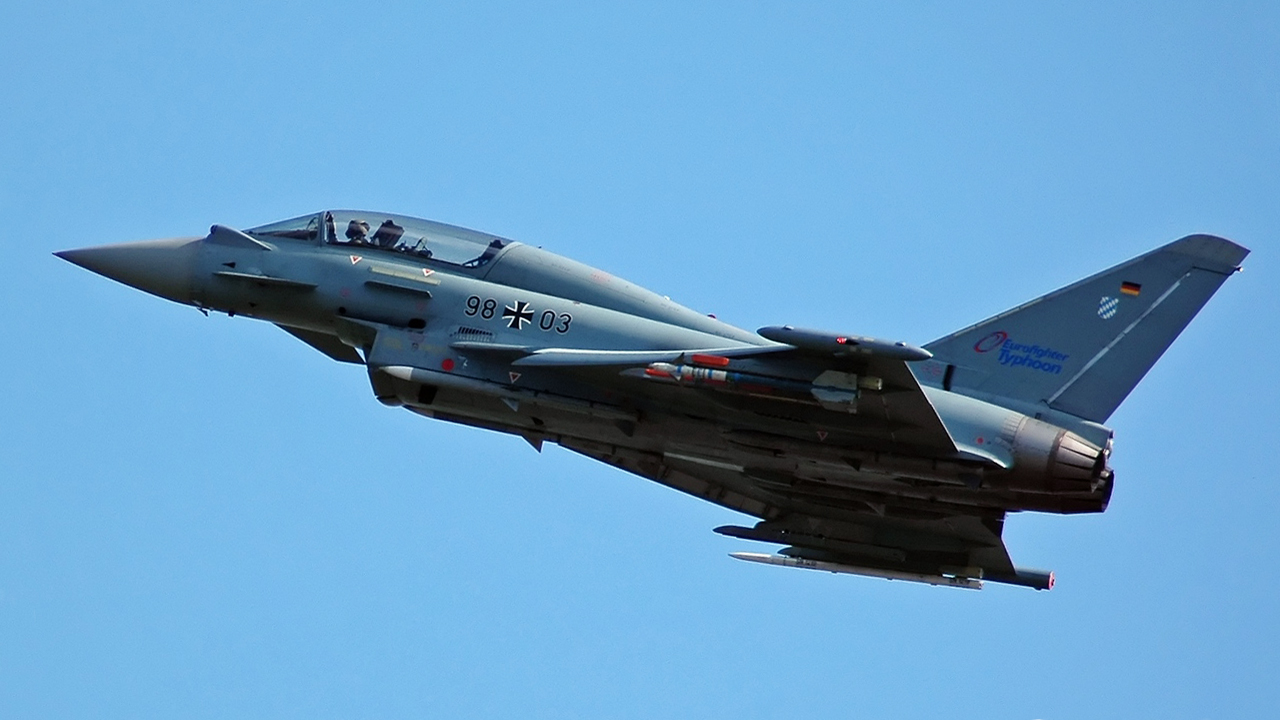
Eurofighter Typhoon alemán (vista izquierda).

### Estructura y aviónica

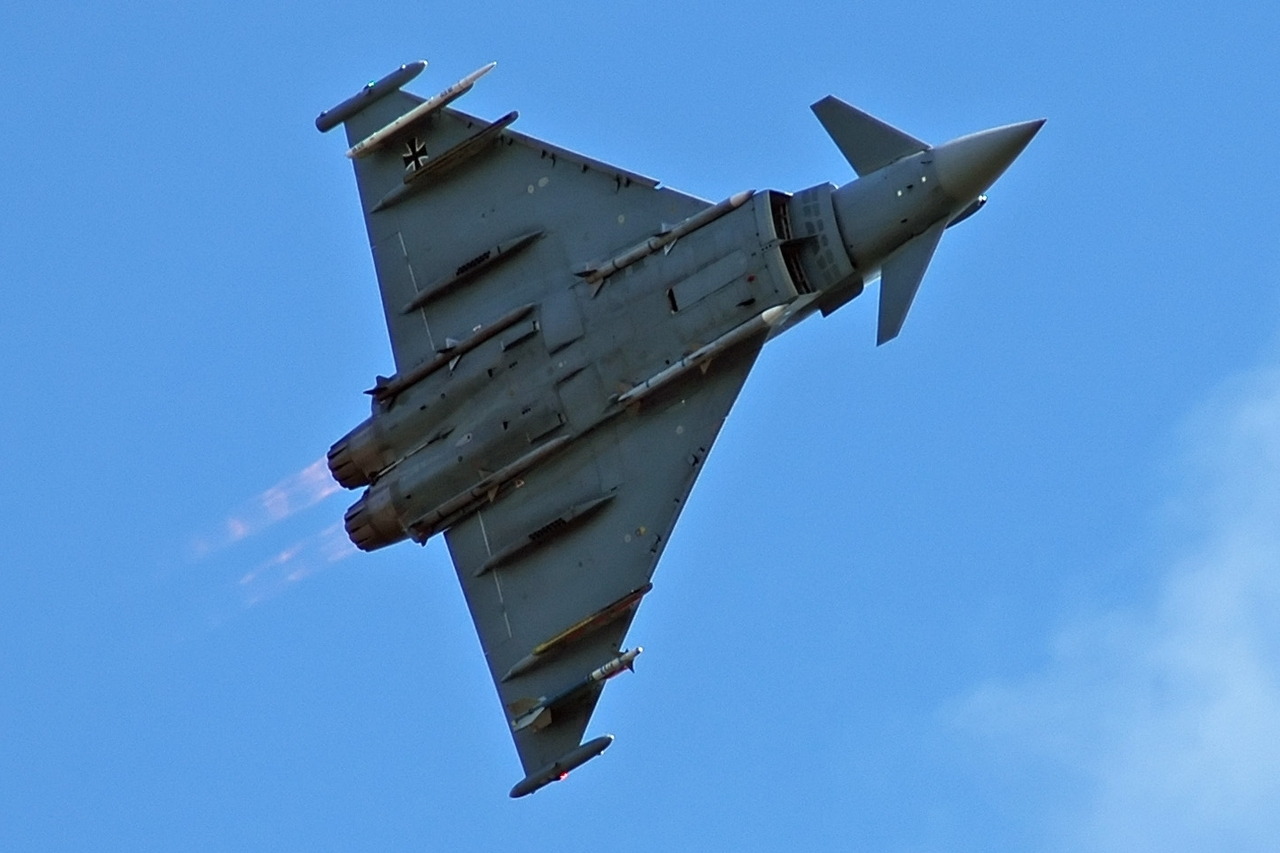
Un Eurofighter Typhoon alemán.

En la construcción del Typhoon se hace uso intensivo de materiales compuestos, que son resistentes y ligeros y logran que el avión tenga un peso reducido. Su superficie estructural está hecha en un 82 % de estos materiales, que consisten en un 70 % de compuestos de fibra de carbono y un 12 % de compuestos de fibra de vidrio. En otra palabras, el metal solamente representa un 15 % de los materiales usados en la construcción del avión, siendo en este caso aleaciones ligeras y titanio. Estos materiales ofrecen una vida útil estimada de 6000 horas de vuelo.
Este caza se caracteriza por su gran agilidad, tanto en vuelo supersónico como a bajas velocidades, gracias a su diseño delta/canard. Este diseño es inestable en vuelo por naturaleza y ha sido diseñado así para garantizar su alta maniobrabilidad. Por ello dispone de un sistema de control de vuelo fly-by-wire completamente digital de cuádruple redundancia, encargado de proporcionarle la estabilidad artificial; este sistema corrige automáticamente las maniobras del piloto de forma que no pueda llevar el avión fuera de los límites de seguridad, ya que el control manual por sí solo no podría compensar la inestabilidad inherente. De igual modo, en casos de desorientación, el sistema recupera automáticamente a una posición estable del avión.
En el Eurofighter, el control de cabeceo es proporcionado por la operación simétrica de los planos delanteros y de los alerones-aleta (flaperons) de las alas. El control de alabeo es conseguido principalmente mediante el uso diferencial de los alerones-aleta de las alas. Y el control de guiñada es proporcionado por el timón del estabilizador vertical. Las superficies de control son movidas por medio de dos sistemas hidráulicos independientes, los cuales también accionan otros componentes del avión, como la cúpula de la cabina, los frenos y el tren de aterrizaje.
La navegación es llevada a cabo al mismo tiempo por sistema de posicionamiento global (GPS) y un sistema de navegación inercial (INS), y puede utilizar un sistema de aterrizaje por instrumentos (ILS) para aterrizar con mal tiempo.

### Cabina
El Eurofighter Typhoon cuenta con una cabina de cristal sin ningún instrumento convencional, es decir, toda la información se muestra en pantallas planas. En ella incluye tres pantallas multifunción (MHDD; Multi-function Head Down Display) a color que pueden ser manipuladas mediante las teclas que rodean cada pantalla, con un cursor XY, o bien mediante órdenes de voz (DVI, Direct Voice Input). Dispone de una pantalla de visualización frontal (HUD) con infrarrojo de barrido frontal (FLIR), modo de control tipo «voz + manos en mando de gases y palanca de control» (Voice+HOTAS), sistema de simbología montado en casco (HMSS) (conocido por los pilotos de prueba como 'el sombrero eléctrico'), sistema de distribución de información multifuncional (MIDS), un servicio de entrada de información manual Manual Data Entry Facility (MDEF) ubicado en la parte izquierda del panel y un sistema de alertas de la aeronave completamente integrado con un panel de alertas dedicado Dedicated Warnings Panel (DWP). Los instrumentos de vuelo de reserva, iluminados por LED, están situados en la parte derecha del panel.
El tripulante pilota el avión por medio de una palanca de control central y una palanca de gases del motor en el lado izquierdo. Para escapar de la cabina en caso de emergencia, utiliza el asiento eyectable Martin-Baker Mk.16A, propulsado por dos motores cohete.

### Fusión de sensores

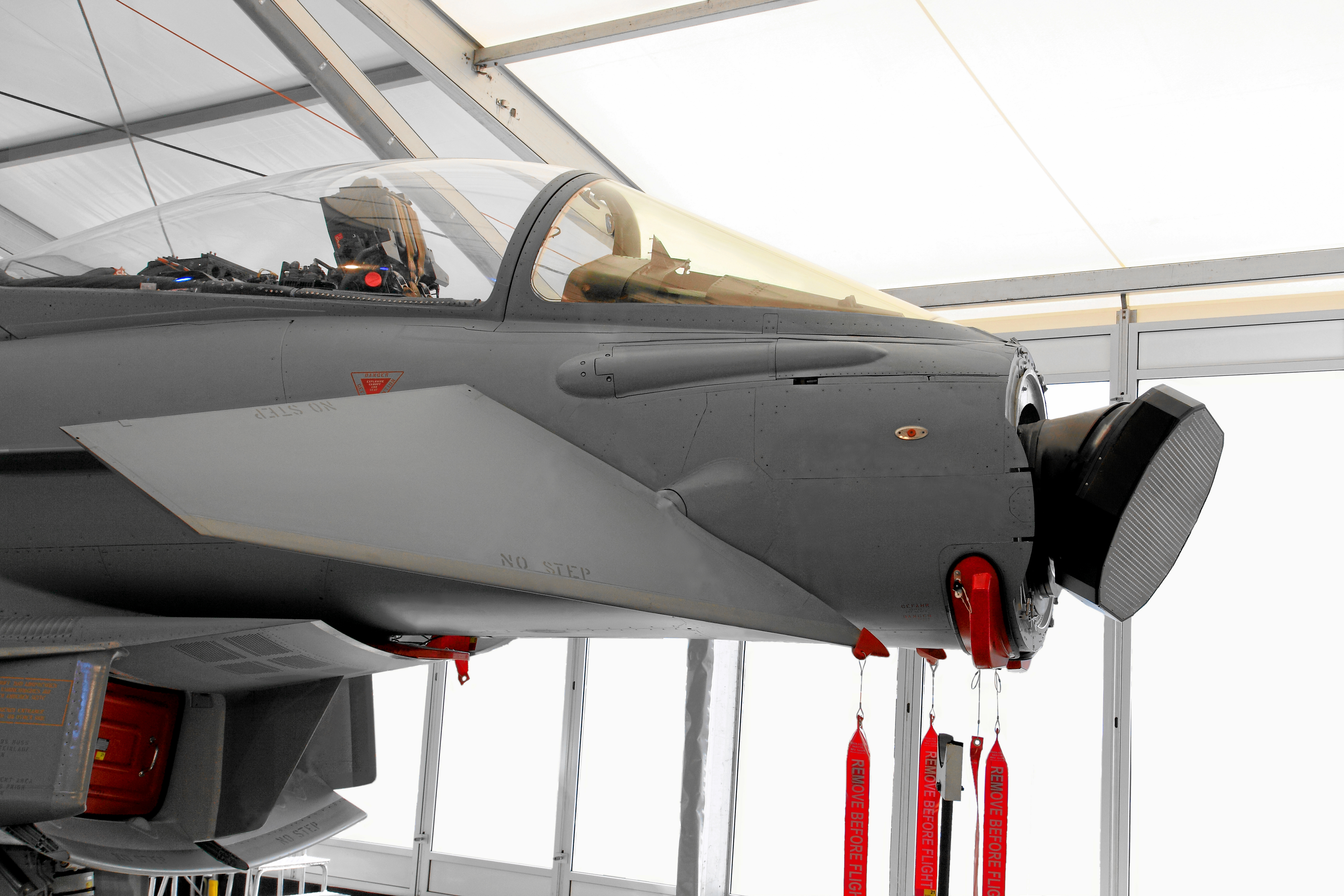
Radar CAPTOR-E en exposición.

Como todo armamento moderno, el Eurofigther posee multitud de sistemas, de los que cabe destacar el FCS del tipo carefree handling[cita requerida] desarrollado por BAES y GEC Marconi, que controla las maniobras del avión, así como otros subsistemas menores, como la admisión del aire por medio del sistema varicrowl.
El Radar ECR 90 CAPTOR-M está basado en el Radar Ferranti Blue Vixen del Harrier FSR.Mk 2, ya que la frecuencia de pulsos del radar FoxHunter del Tornado F.Mk 3 no cumplía los requerimientos del avión. El radar es del tipo multimodo de cuarta generación, con pulso Doppler en banda X, que permite identificar objetivos a más de 150 km (BVR) y con capacidad de búsqueda y bloqueo hacia arriba y hacia abajo. Está prevista como mejora del radar la sustitución de la antena de barrido mecánico por una antena de barrido electrónico AESA (Active Electronically Scanned Array) de aproximadamente 1400 módulos TR. De esa manera, el radar pasará a denominarse CAESAR (acrónimo de Captor AESA Radar). Según el consorcio Euroradar (fabricante del Euroradar CAPTOR) las capacidades del radar Captor se ven incrementadas de manera significativa con la adopción de la antena de barrido electrónico. Además, según esas informaciones, se puede convertir de manera sencilla un radar Captor en CAESAR simplemente cambiando la antena y actualizando el software asociado al radar.
El Sistema PIRATE permite la detección y fijación de blancos por medio de infrarrojos, con un alcance de 30 km y ha sido desarrollado por el consorcio Eurofirst. Presenta modos de funcionamiento Aire-Aire y Aire-Tierra, y además permite el intercambio de datos con el radar ECR 90, aunque es probable que se use solo en modos de detección Aire-Aire, puesto que la RAF, por ejemplo, ha comprado barquillas Litening II para realizar labores de ataque.
El DASS es un sistema de detección y respuesta ante amenazas. El sistema avisa de la presencia de actividad hostil y activa automáticamente las contramedidas más adecuadas para cada tipo de amenaza. El casco tiene visor integrado en la visera, que le proporciona información relativa a blancos, velocidades y distancias.
El subsistema HST del casco le permite apuntar a un blanco al que se esté mirando, aunque este esté fuera del alcance de visión del HUD. Incluso pudiendo lanzar misiles a blancos situados «sobre el hombro».
El DVI (Direct Voice Input) es un sistema que permite la interacción con el avión por medio de la voz. El piloto puede realizar acciones como asignaciones de blancos, cambios de rutas de navegación, cambio de la información en las pantallas de presentación de datos, etc.
El sistema ESM mide las emisiones electromagnéticas y permite identificarlas, así como sus direcciones. En la cabina se dispone de un Head-up display (HUD) de amplio campo de visión en el que se recibe información de las características de vuelo y de los modos de combate, además puede presentar imágenes del sistema FLIR del PIRATE.
El Typhoon tiene tres pantallas multifunción MHDD con todo tipo de información. Los mandos siguen la doctrina HOTAS conteniendo más de 50 funciones. Para terminar con los sistemas cabe destacar las pruebas con el traje de vuelo denominado Libelle diseñado para que el piloto soporte maniobras con altos valores de G. Este incluye un sistema que está formado por un entramado de tubos de líquido que provoca presión sobre ciertas zonas del cuerpo, dependiendo de las circunstancias. Con este nuevo traje, los pilotos se han manifestado cómodos en maniobras a 12 G, con capacidad para mover los brazos y hablar por radio.

#### DASS
El caza emplea un sofisticado y altamente integrado subsistema de ayudas defensivas o DASS por sus siglas en inglés (Defensive Aids Sub-System) llamado Praetorian, antes EuroDASS. El DASS incluye como detectores de amenazas un receptor de alerta radar (RWR), una alerta de aproximación de misiles (MAW) y un receptor de alerta láser (LWR, solo para los Typhoon británicos). También incluye como elementos de protección contramedidas electrónicas (ECM), chaff, bengalas y un señuelo de radar remolcado (TRD; Towed Radar Decoy). El Praetorian puede controlar y responder automáticamente el mundo exterior proporcionándole al piloto una completa evaluación de prioridades ante amenazas aire-aire y aire-superficie. Puede responder a amenazas únicas o múltiples.
El avión también cuenta con un avanzado sistema de aviso de proximidad a tierra (GPWS por sus siglas en inglés) basado en el sistema de navegación por referencia al terreno TERPROM usado por el Panavia Tornado pero aún más mejorado y completamente integrado con las pantallas y los controles de la cabina.

#### MIDS
El sistema de transmisión de datos digital MIDS (Multifunctional Information Distribution System) le proporciona el enlace de datos a la red de información estandarizada Link 16 de la OTAN, que sirve para intercambiar informaciones tácticas (como por ejemplo trayectorias de vuelo, objetivos, posición, estatus y órdenes) entre diferentes unidades o plataformas militares en misiones conjuntas o combinadas.

#### IRST PIRATE

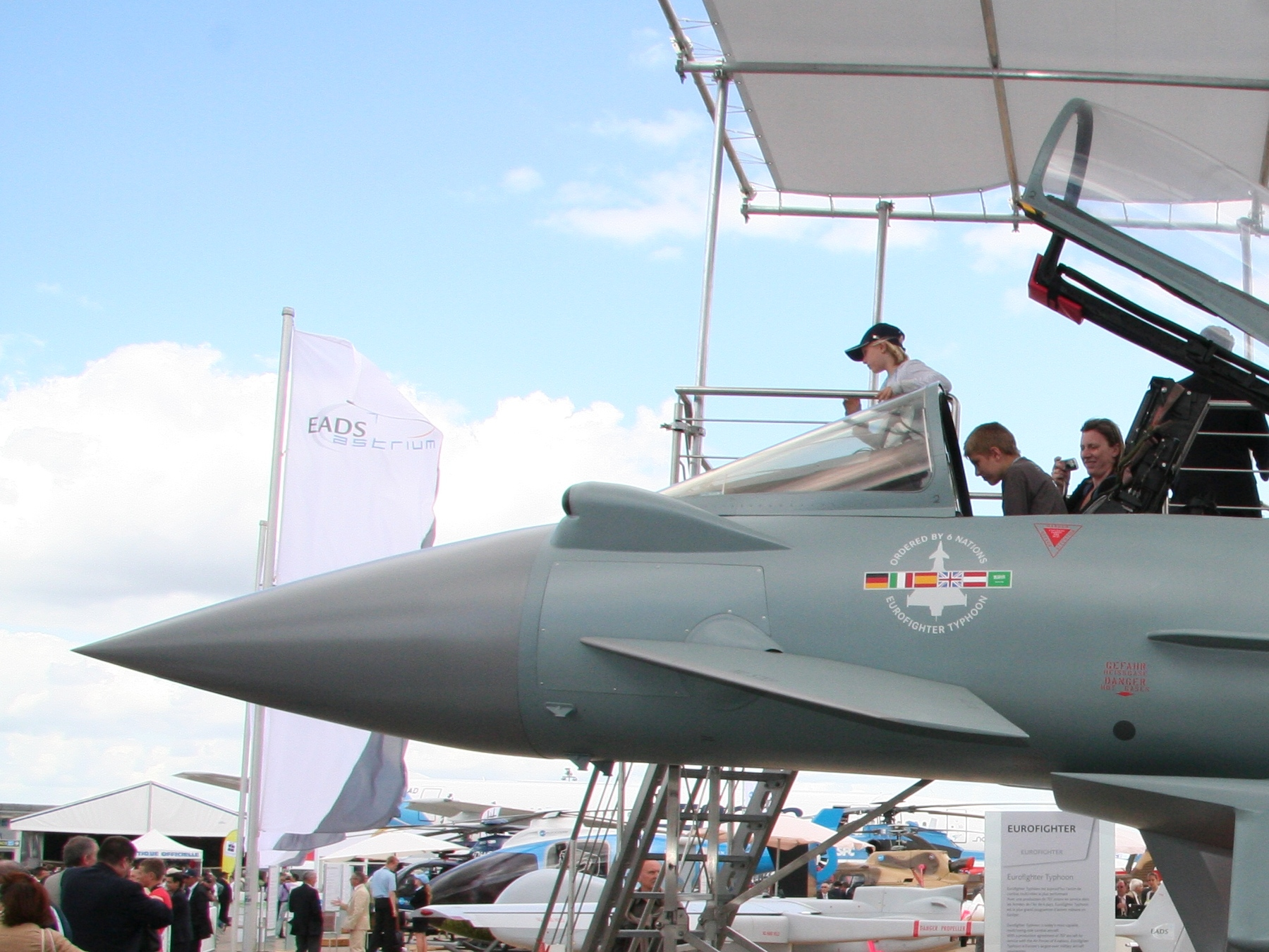
Parte frontal de un Typhoon en el que se puede ver el IRST PIRATE.

El sistema PIRATE (Passive Infra-Red Airborne Track Equipment) es un sistema de búsqueda y seguimiento por infrarrojos (IRST) que va montado en el lado izquierdo del fuselaje del Typhoon, por delante del parabrisas. La compañía ítalo-británica SELEX Galileo es la contratista principal que, junto con la francesa Thales Optronics y Tecnobit de España, conforman el consorcio EUROFIRST responsable del diseño y desarrollo del sistema.
El PIRATE funciona en dos bandas de radiación infrarroja, de 3-5 y 8-11 micrómetros. Cuando se usa junto con el radar en una misión aire-aire, funciona como un sistema de búsqueda y seguimiento por infrarrojos (IRST), proporcionando detección y seguimiento de objetivo pasivo. En una misión aire-superficie, realiza identificación y localización de objetivos. También proporciona ayuda de navegación y de aterrizaje. Está enlazado con el visor montado en casco del piloto.
Los Eurofighter comenzaron a incorporar el PIRATE en el Bloque 5 de la Tranche 1, siendo el primero un ejemplar entregado a la Aeronautica Militare italiana en agosto de 2007. Se pueden conseguir capacidades de búsqueda de objetivos más avanzadas con la adición de un contenedor de búsqueda de blancos como el LITENING.

### Sistemas de armas

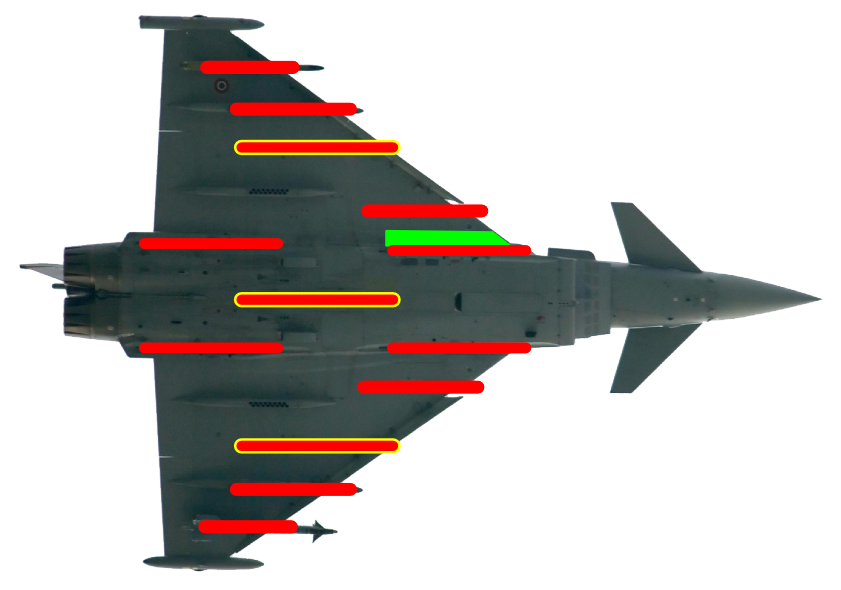
Puntos de anclaje.
Con capacidad para depósitos de combustible.
Posición del cañón interno.

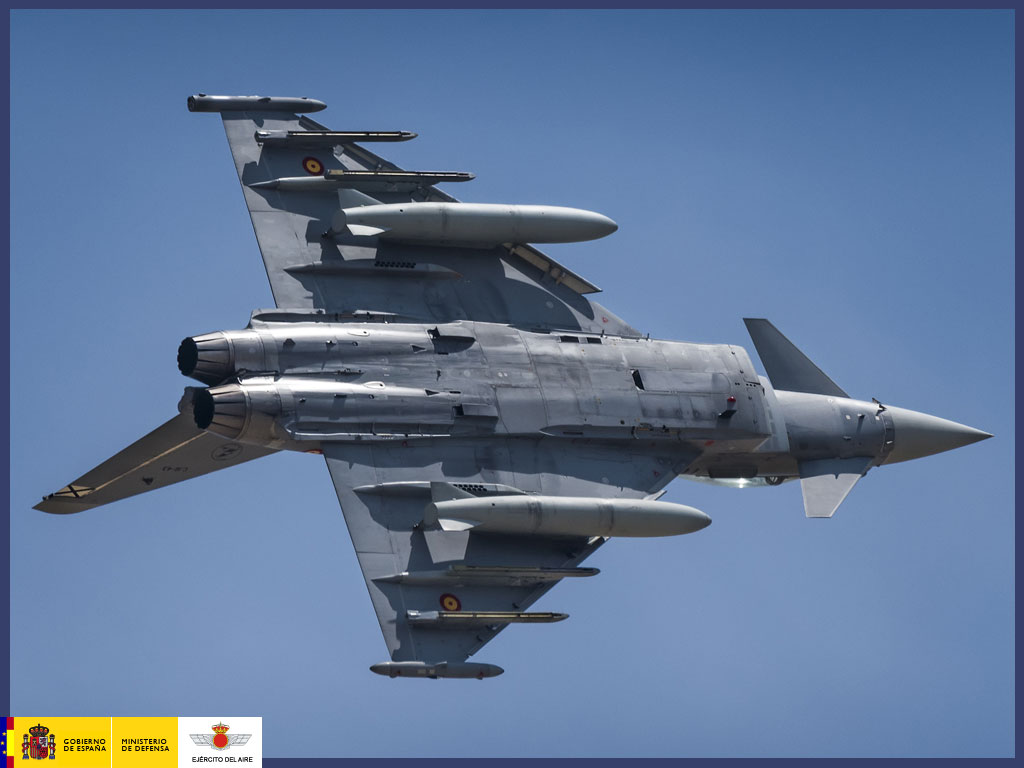
Un Eurofighter español equipado con varios misiles.

El armamento interno del Typhoon consiste en un cañón automático Mauser BK-27, de calibre 27 mm, que tiene una cadencia de tiro de 1700 disparos por minuto. Está ubicado en el encastre alar derecho del avión y dispone de una munición de 150 proyectiles.
En el exterior dispone de hasta trece puntos de anclaje, de los que cinco están en el fuselaje y ocho bajo las alas. En estos soportes puede cargar una gran variedad de armamento lanzable aire-aire y aire-superficie, además de un máximo de tres depósitos de combustible externos (de 1000 o 2000 litros) y contenedores (pods) como el designador de objetivos LITENING.
| Aire-aire       | Misiles de corto alcance         | AIM-9L Sidewinder AIM-132 ASRAAM IRIS-T                                                        |
| Aire-aire       | Misiles de medio/largo alcance   | AIM-120 AMRAAM MBDA Meteor                                                                     |
| Aire-superficie | Misiles antibuque                | AGM-84 Harpoon Rb 12 Penguin                                                                   |
| Aire-superficie | Misiles antirradiación           | AGM-88 HARM MBDA ALARM El futuro AGM Armiger                                                   |
| Aire-superficie | Misiles para apoyo aéreo cercano | AGM-65 Maverick Brimstone                                                                      |
| Aire-superficie | Misiles de crucero               | Storm Shadow Taurus KEPD 350                                                                   |
| Aire-superficie | Bombas guiadas                   | Paveway II: GBU-10, GBU-16 y GBU-48 Paveway III: GBU-24 y BPG-2000 JDAM Las futuras HOPE/HOSBO |
| Aire-superficie | Bombas de caída libre/retardadas | De las clases 500, 1000 y 2000 lb.                                                             |

Esa amplia gama de armamento se puede combinar en el caza de numerosas formas. A continuación se muestran unos ejemplos de configuraciones según el tipo de misión (todas incluyen el cañón interno).
| Superioridad aérea | Polivalente | Interdicción / ataque |
| --- | --- | --- |
| - 6× Misiles aire-aire de medio/largo alcance - 2× Misiles aire-aire de corto alcance - 3× Tanques de combustible de 1000 l                                         | - 2× Misiles de crucero - 2× Bombas guiadas por láser/GPS - 4× Misiles aire-aire de medio/largo alcance - 4× Misiles aire-aire de corto alcance - 1× Tanque de combustible de 1000 l                                | - 4× Bombas guiadas por láser/GPS - 4× Misiles aire-aire de medio/largo alcance - 2× Misiles aire-aire de corto alcance - 1× Pod designador láser - 2× Tanques de combustible de 1000 l |
| Apoyo aéreo cercano | Supresión y destrucción de defensas aéreas | Ataque marítimo |
| - 18× Misiles antitanque (3 por soporte) - 4× Misiles aire-aire de medio/largo alcance - 2× Misiles aire-aire de corto alcance - 1× Tanque de combustible de 1000 l | - 2× Bombas guiadas por láser/GPS - 2× Misiles antirradiación - 4× Misiles aire-aire de medio/largo alcance - 2× Misiles aire-aire de corto alcance - 1× Pod designador láser - 2× Tanques de combustible de 1000 l | - 4× Misiles antibuque - 4× Misiles aire-aire de medio/largo alcance - 2× Misiles aire-aire de corto alcance - 3× Tanques de combustible de 1000 l                                      |

 Alemania -  Arabia Saudita -  Austria -  España -  Italia -  Omán -  Reino Unido
| Misiles aire-aire              | Misiles aire-aire | Misiles aire-aire | Misiles aire-aire | Misiles aire-aire | Misiles aire-aire | Misiles aire-aire | Misiles aire-aire | Misiles aire-aire | Misiles aire-aire | Misiles aire-aire | Misiles aire-aire |
| Arma                           | 1                 | 2                 | 3                 | 4                 | 5 & 6             | 7 & 8             | 9                 | 10                | 11                | 12                | Usuarios |
| ------------------------------ | ----------------- | ----------------- | ----------------- | ----------------- | ----------------- | ----------------- | ----------------- | ----------------- | ----------------- | ----------------- | --- |
| AIM-132 ASRAAM                 | 1                 | 1                 | 1                 | 1                 | –                 | –                 | 1                 | 1                 | 1                 | 1                 | Bandera del Reino Unido |
| IRIS-T                         | 1                 | 1                 | 1                 | 1                 | –                 | –                 | 1                 | 1                 | 1                 | 1                 | Bandera de Alemania · Bandera de España · Bandera de Italia · Bandera de Austria · Bandera de Arabia Saudita                                             |
| AIM-9 Sidewinder               | 1                 | 1                 | 1                 | 1                 | –                 | –                 | 1                 | 1                 | 1                 | 1                 | Bandera de Alemania · Bandera de España · Bandera de Italia · Bandera del Reino Unido · Bandera de Austria · Bandera de Arabia Saudita · Bandera de Omán |
| AIM-120 AMRAAM                 | –                 | 1                 | 1                 | 1                 | 2                 | 2                 | 1                 | 1                 | 1                 | –                 | Bandera de Alemania · Bandera de España · Bandera de Italia · Bandera del Reino Unido · Bandera de Arabia Saudita · Bandera de Omán                      |
| MBDA Meteor                    | –                 | 1                 | 1                 | 1                 | 2                 | 2                 | 1                 | 1                 | 1                 | –                 | Bandera del Reino Unido · Bandera de Alemania · Bandera de España · Bandera de Italia                                                                    |
| Misiles aire-superficie        |                   |                   |                   |                   |                   |                   |                   |                   |                   |                   | |
| Taurus KEPD 350 (planificado)  | –                 | –                 | 1                 | 1                 | –                 | –                 | 1                 | 1                 | –                 | –                 | Bandera de Alemania · Bandera de España |
| Storm Shadow                   | –                 | –                 | 1                 | 1                 | –                 | –                 | 1                 | 1                 | –                 | –                 | Bandera del Reino Unido · Bandera de Italia · Bandera de Arabia Saudita                                                                                  |
| Brimstone II                   | –                 | 3                 | 3                 | 3                 | –                 | –                 | 3                 | 3                 | 3                 | –                 | Bandera del Reino Unido |
| Bombas guiadas aire-superficie |                   |                   |                   |                   |                   |                   |                   |                   |                   |                   | |
| GBU-10                         | –                 | 1                 | 1                 | 1                 | –                 | –                 | 1                 | 1                 | 1                 | –                 | Bandera de España |
| GBU-16                         | –                 | 1                 | 1                 | 1                 | –                 | –                 | 1                 | 1                 | 1                 | –                 | Bandera del Reino Unido · Bandera de España · Bandera de Omán                                                                                            |
| GBU-48                         | –                 | 1                 | 1                 | 1                 | –                 | –                 | 1                 | 1                 | 1                 | –                 | Bandera del Reino Unido · Bandera de Alemania · Bandera de España · Bandera de Arabia Saudita                                                            |
| Paveway IV                     | –                 | 1                 | 1                 | 1                 | –                 | –                 | 1                 | 1                 | 1                 | –                 | Bandera del Reino Unido · Bandera de Arabia Saudita |
| GBU-54                         | –                 | 1                 | 1                 | 1                 | –                 | –                 | 1                 | 1                 | 1                 | –                 | Bandera de Alemania |
| Estado: 09/2020                |                   |                   |                   |                   |                   |                   |                   |                   |                   |                   | |

### Rendimiento en combate
El rendimiento en combate del Typhoon, comparándolo en particular con los F-22 Raptor y F-35 Lightning II estadounidenses y el Dassault Rafale francés, ha sido objeto de mucha discusión. Aunque realizar comparaciones totalmente veraces e imparciales es imposible con la información pública disponible, hay un estudio de la Agencia de Evaluación e Investigación en Defensa del Reino Unido comparando al Typhoon con otros cazas contemporáneos; en este estudio, el Typhoon era el segundo, solo después del F-22.
El 20 de julio de 2004, el general John P. Jumper, jefe del Estado Mayor de la Fuerza Aérea de Estados Unidos, probó un Eurofigther del primer escuadrón operacional de la Luftwaffe, convirtiéndose así en la primera persona en haber volado en el Typhoon y en el Raptor. Ese mismo día declaró:

He pilotado todos los reactores de la fuerza aérea [estadounidense]. Ninguno es tan bueno como el Eurofighter.

En marzo de 2005, Jumper hizo unos comentarios acerca de esos dos aviones para la sección de noticias de la Fuerza Aérea de los Estados Unidos. El general dijo:

El Eurofighter es tanto ágil como sofisticado, pero sigue siendo difícil de comparar con el F/A-22 Raptor. Son diferentes tipos de aviones para empezar; es como si nos piden que comparemos un coche de NASCAR con uno de Fórmula 1. Ambos son emocionantes de forma distinta, pero están diseñados para distintos niveles de rendimiento.

Además, comentó:

El Eurofighter es sin duda, en cuanto a suavidad de controles y la capacidad de tracción (y de mantener fuerzas G elevadas), muy impresionante. Fue diseñado para eso, especialmente la versión que yo piloté, con su aviónica, las pantallas con mapa móvil a color, etc. (todo era de primera clase), y la maniobrabilidad del avión en combate cerrado también fue muy impresionante.

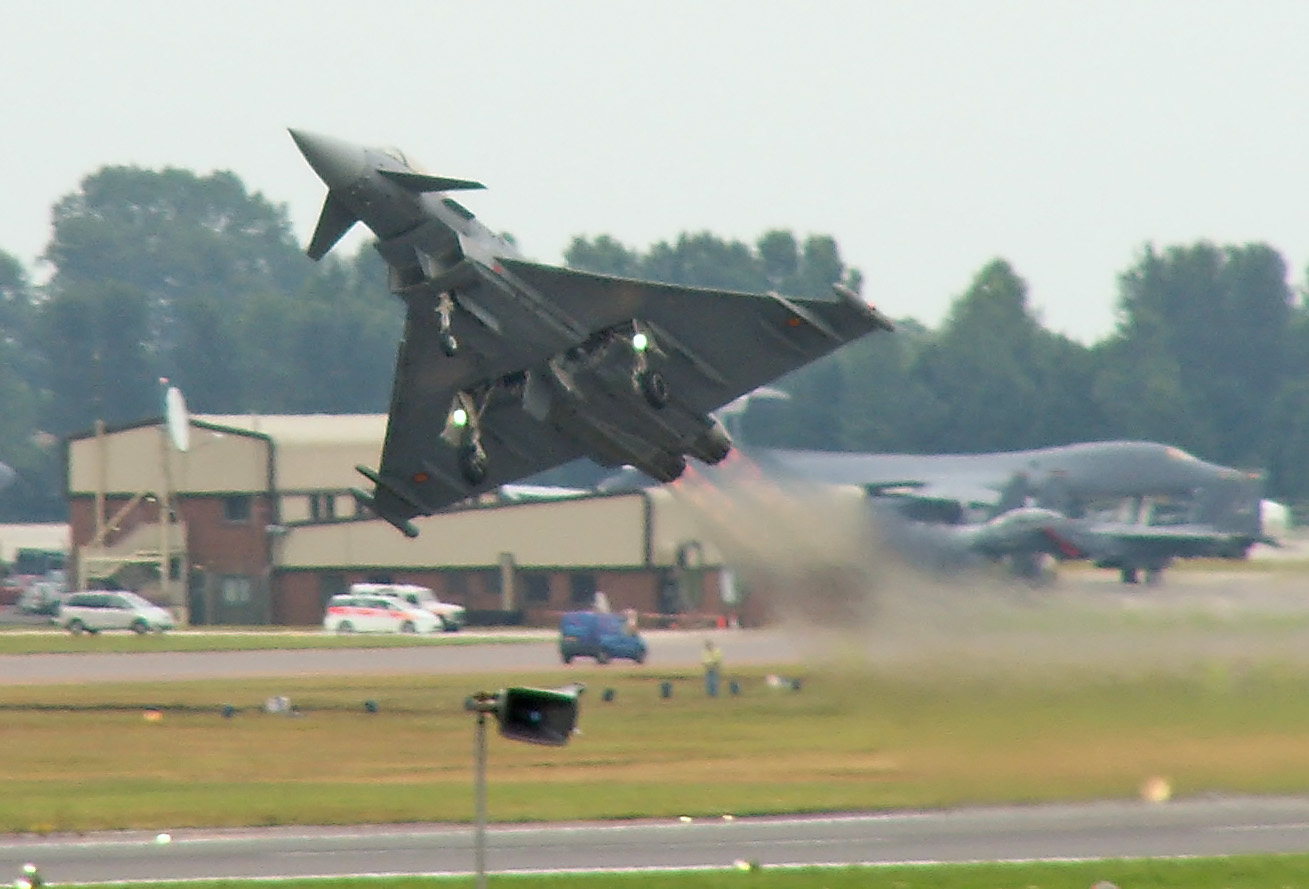
Un Typhoon español ejecutando un despegue de máximo rendimiento en el Royal International Air Tattoo 2007.

En junio de 2005, el semanal escocés Scotland On Sunday informó de que el año anterior, un Eurofighter T1 de entrenamiento había tenido un encuentro casual con dos cazabombarderos F-15E de la Fuerza Aérea estadounidense sobre el Distrito de los Lagos, en el norte de Inglaterra. El encuentro se convirtió en un combate simulado en el que el Eurofighter consiguió evitar a sus perseguidores y maniobrar hasta colocarse en posición de tiro. El éxito de esta aeronave fue una sorpresa tanto para los estadounidenses como para los británicos.
En julio de 2007, la Fuerza Aérea India desplegó sus Sujói Su-30MKI en el ejercicio Indra-Dhanush, con los Eurofighter Typhoon de la RAF. Esta fue la primera vez que los dos aviones tomaban parte en este ejercicio, y la Fuerza Aérea India no permitió que sus pilotos usaran el radar N011M Bars de los MKI durante el ejercicio, a fin de mantenerlo en secreto. Durante el ejercicio, los pilotos de la RAF admitieron francamente que el Su-30MKI había mostrado una maniobrabilidad superior a la del Typhoon, pero que los otros habían estudiado, preparado y anticipado esto. Los pilotos indios, por su parte, también quedaron visiblemente impresionados ante la agilidad del Typhoon en el aire.

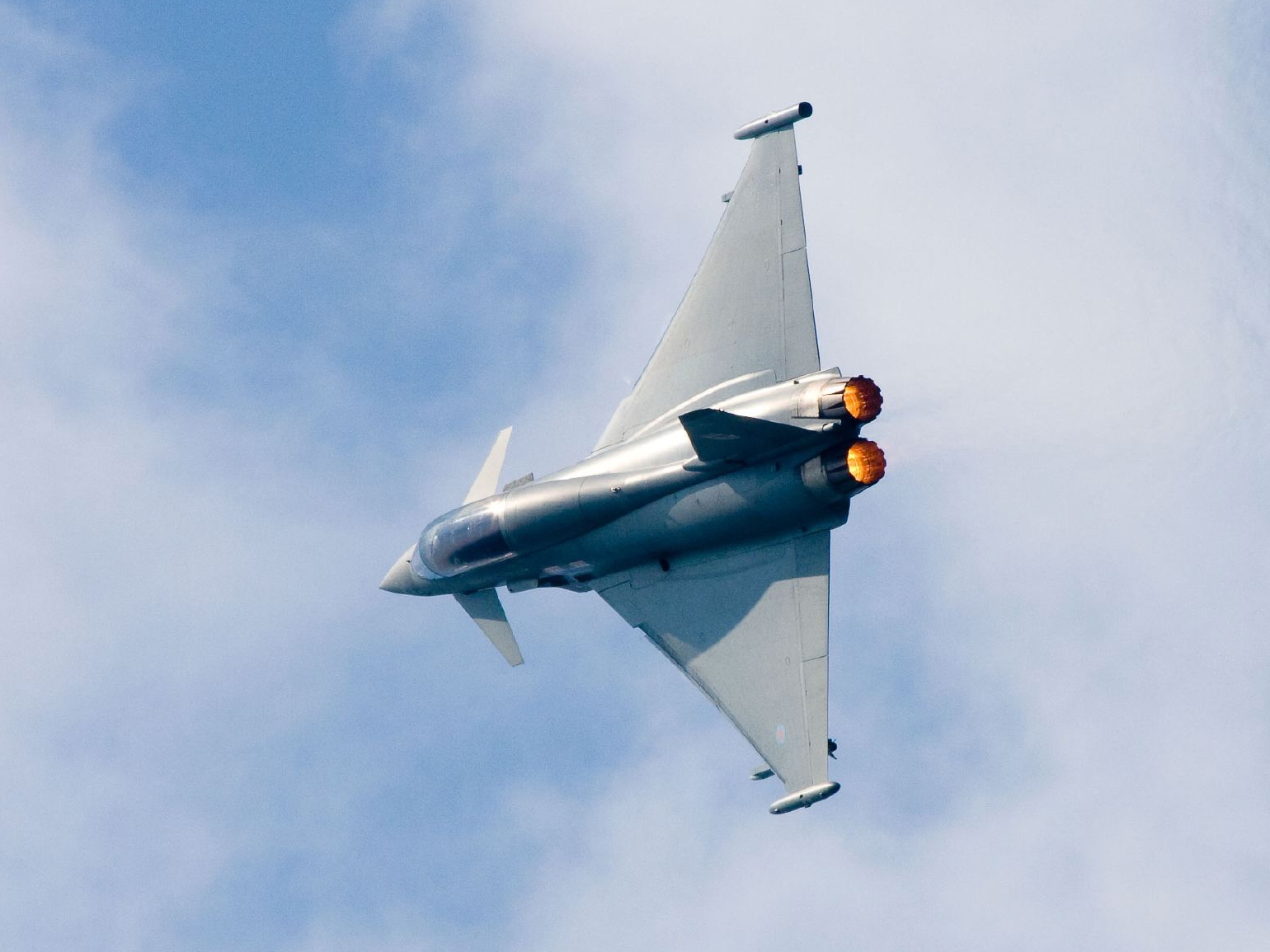
Un Typhoon biplaza británico realizando un giro.

Durante el ejercicio "Typhoon Meet" celebrado en Sevilla en marzo de 2008, Eurofighter británicos, alemanes, italianos y españoles se enfrentaron a aviones de combate F/A-18 Hornet y Mirage F1 del Ejército del Aire español, F-16 de la Fuerza Aérea Portuguesa y AV-8B Harrier II de la Armada española en un simulacro de combate aéreo. Se afirma que los Eurofighter ganaron todos los combates (incluso en inferioridad numérica de 8 contra 27) sin sufrir pérdidas.
A finales de 2008, la revista aeroespacial alemana Flug Revue informó que unos cazas Typhoon germanos se enfrentaron a Rafale franceses y que los resultados se dice que fueron «muy gratificantes», siendo la principal diferencia el «mucho mayor empuje del motor EJ200».
A principios del 2010, la página web oficial del Eurofighter hizo público que durante los ejercicios de entrenamiento en combate aéreo disimilar (DACT) llevados a cabo por la OTAN en las islas Canarias en 2009, dos Eurofighter españoles habían conseguido «derribar» en un combate aéreo a siete de los ocho F-15 estadounidenses que actuaban como agresores en el ejercicio. El primero de los cazas españoles consiguió abatir a cuatro F-15, mientras que el segundo abatió a tres más. Oficiales del Ejército del Aire español señalaron que, durante aquellas maniobras, los pilotos españoles llevaron los Eurofighter al límite de su capacidad.
El empuje del EJ200 permite que el Typhoon cuente con capacidad de supercrucero, es decir, es capaz de volar a velocidad supersónica sin usar postquemadores. De acuerdo con las páginas oficiales del las fuerzas aéreas de Alemania y Austria, su velocidad máxima posible sin postcombustión está entre Mach 1,2 y Mach 1,5, según la configuración. Aunque el Eurofighter solo consigue la velocidad máxima de supercrucero en una configuración sin misiles ni tanques de combustible externos.
El consorcio Eurofighter afirma que su caza tiene una mayor velocidad de giro tanto a velocidades subsónicas como supersónicas, y una mayor aceleración a Mach 0,9 a 20 000 pies (6096,0 m), que los cazas F-14 Tomcat, F-15 Eagle, F-16 Fighting Falcon, F/A-18 Hornet, Dassault Mirage 2000, Dassault Rafale, Sujói Su-27 y Mikoyan MiG-29.

Lo que la gente no sabe sobre el Typhoon es lo bueno que es a gran altitud. Entre 40 000 y 55 000 pies, nada puede tocarlo excepto un F-22. Eso es lo que hace que sea tan fuerte en defensa aérea.
Air Chief Marshal Sir Glenn Torpy, Jefe de Estado Mayor de la Royal Air Force, 12 de febrero de 2009 en Aero India, Bangalore.

El misil de largo alcance aire-aire que portaba el Eurofighter al iniciar su vida operativa era el AIM-120 AMRAAM, pero este sería sustituido por el MBDA Meteor, con lo que logrará un mayor y mejor alcance y maniobrabilidad que ningún otro proyectil disponible. Esto debería darle una mayor ventaja sobre cazas con misiles menos avanzados, particularmente a aquellos sin los beneficios de las tecnologías furtivas, y por lo tanto, más fácilmente detectables por radares.

### Componentes
Los proveedores de primer nivel son más de 400, correspondiendo a más de 100 000 puestos de trabajo.
Leyenda de países:  Alemania -  Canadá -  España -  Estados Unidos -  Francia -  Italia -  Reino Unido -  Suecia

#### Estandarizados

##### Electrónica

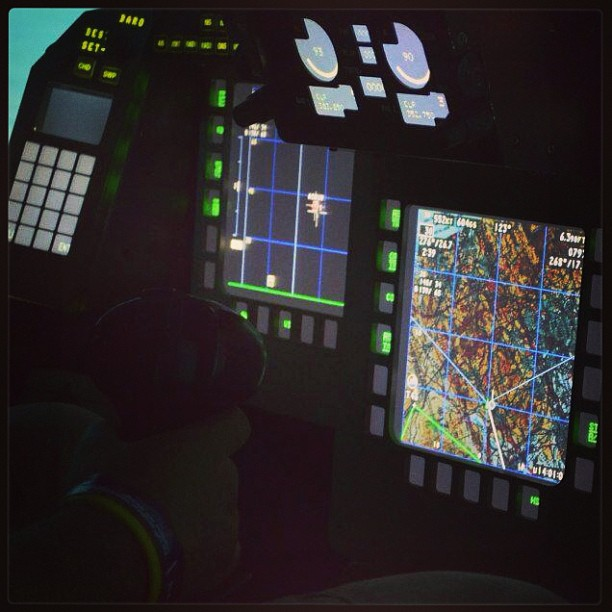
Simulador en 2013. La RAF pasará de 3 MFDs a una LAD en 2024.

| Sistema                                     | País | Fabricante                                      | Notas                                                                                                |
| ------------------------------------------- | --- | ----------------------------------------------- | --- |
| Entorno de desarrollo basado en modelos     | Bandera de Estados Unidos | MathWorks                                       | MATLAB                                                                                               |
| Lenguajes de programación                   | |                                                 | Simulink, SPARK, Ada (el proyecto europeo más grande en este lenguaje)                               |
| Sistema operativo de tiempo real            | Bandera de Estados Unidos | Green Hills Software                            | INTEGRITY-178B                                                                                       |
| Sistema de control de vuelo                 | |                                                 | Cuádruple FBW digital. Bucle completamente cerrado.                                                  |
| CPU de la computadora de control de vuelo   | Bandera de Estados Unidos | Motorola                                        | Motorola 68020 (Tranche 1), PowerPC (Tranche 2)                                                      |
| Auto-GCAS                                   | |                                                 | No                                                                                                   |
| TAWS                                        | |                                                 | Sí                                                                                                   |
| ACAS                                        | |                                                 | No                                                                                                   |
| CPU del Radar                               | Bandera de Estados Unidos | Motorola                                        | Motorola 68881 (Tranche 1), PowerPC (Tranche 2)                                                      |
| CPU del sistema IRST PIRATE                 | Bandera de Estados Unidos | Motorola                                        | PowerPC (Tranche 1 Block 5, 2007)                                                                    |
| FPGAs                                       | Bandera de Estados Unidos | Actel                                           | ProASIC Plus APA150 (Tranche 2)                                                                      |
| Simulador de vuelo (ASTA FMS)               | Bandera de Alemania · Bandera de España · Bandera de Italia · Bandera del Reino Unido · Bandera de Alemania · Bandera de Canadá · Bandera de España · Bandera de Italia · Bandera del Reino Unido | Eurofighter GmbH Eurofighter Simulation Systems | ESS: Rheinmetall Defense Electronics, CAE Elektronik GmbH, Indra Sistemas, Selex Galileo y Thales UK |
| Simulador de vuelo (ASTA CT/IPS-E)          | Bandera de Alemania · Bandera de España · Bandera de Italia · Bandera del Reino Unido · Bandera de Alemania · Bandera de Canadá · Bandera de España · Bandera de Italia · Bandera del Reino Unido | Eurofighter GmbH Eurofighter Simulation Systems | |
| SO del generador de imágenes del simulador  | Bandera de Estados Unidos | Microsoft                                       | Windows Embedded                                                                                     |
| GPU del generador de imágenes del simulador | Bandera de Estados Unidos · Bandera de Taiwán | NVIDIA TSMC                                     | |

##### Armamento
| Sistema                                                                | País | Fabricante | Notas             |
| ---------------------------------------------------------------------- | --- | --- | ----------------- |
| Ojiva penetradora Mk 83 TIP para kit de guiado Enhanced Paveway II     | Bandera de Alemania | Diehl Defence |                   |
| Kit de guiado JDAM para bombas de caída libre                          | Bandera de Estados Unidos | Boeing |                   |
| Kit de guiado GPS/CCD/IIR Spice para bombas de caída libre             | Bandera de Israel | Rafael Advanced Defense Systems |                   |
| Kit de guiado láser Paveway II para bombas de caída libre              | Bandera de Estados Unidos | Lockheed Martin Raytheon Texas Instruments |                   |
| Kit de guiado láser Paveway III para bombas de caída libre             | Bandera de Estados Unidos | Raytheon Texas Instruments |                   |
| Kit de guiado GPS/láser Enhanced Paveway II para bombas de caída libre | Bandera de Estados Unidos | Raytheon Lockheed Martin |                   |
| Bomba guiada GPS/INS/láser Paveway IV                                  | Bandera del Reino Unido | Raytheon UK |                   |
| Misil antirradiación AGM-88 HARM                                       | Bandera de Estados Unidos | Raytheon |                   |
| Misil antirradiación ALARM                                             | Bandera del Reino Unido | MBDA UK |                   |
| Misil antitanque Brimstone                                             | Bandera del Reino Unido | MBDA UK |                   |
| Misil aire-superficie AGM-65 Maverick                                  | Bandera de Estados Unidos | Raytheon |                   |
| Misil de crucero penetrador KEPD 350 (planificado)                     | Bandera de Alemania · Bandera de Suecia | TAURUS Systems GmbH |                   |
| Misil de crucero aire-superficie furtivo Storm Shadow                  | Bandera de Francia · Bandera del Reino Unido | MBDA | ITAR-free         |
| Misil antibuque Marte                                                  | Bandera de Italia | MBDA Italia |                   |
| Misil antibuque Rb 12 Penguin                                          | Bandera de Noruega · Bandera de Finlandia · Bandera de Noruega | Kongsberg Defence & Aerospace NAMMO |                   |
| Misil antibuque AGM-84 Harpoon                                         | Bandera de Estados Unidos | Boeing Defense, Space & Security |                   |
| Misil aire-aire de corto alcance AIM-9L Sidewinder                     | Bandera de Estados Unidos · Bandera de Finlandia · Bandera de Noruega | Raytheon NAMMO |                   |
| Misil aire-aire de corto alcance IRIS-T                                | Bandera de Alemania · Bandera de España · Bandera de España · Bandera de España · Bandera de Finlandia · Bandera de Noruega · Bandera de Grecia · Bandera de Grecia · Bandera de Italia · Bandera de Italia · Bandera de Italia · Bandera de Italia · Bandera de Suecia · Bandera de Suecia | Diehl Defence Expal Internacional de Composites SA SENER Aeroespacial NAMMO Hellenic Defense Systems INTRACOM Defense Electronics Avio S.p.A. Litton Italia Magnaghi Simmel Difesa Flygtekniska försöksanstalten Saab Bofors Dynamics |                   |
| Misil aire-aire de corto alcance AIM-132 ASRAAM                        | Bandera del Reino Unido | MBDA UK | Block 6 ITAR-free |
| Integración del misil aire-aire de corto alcance AIM-132 ASRAAM        | Bandera del Reino Unido | MBDA UK |                   |
| Misil aire-aire BVR AIM-120 AMRAAM                                     | Bandera de Estados Unidos · Bandera de Finlandia · Bandera de Noruega | Raytheon NAMMO |                   |
| Integración del misil aire-aire BVR MBDA Meteor                        | Bandera de Alemania · Bandera de España · Bandera de Francia · Bandera de Italia · Bandera del Reino Unido | MBDA | ITAR-free         |
| Bomba Mark 82                                                          | Bandera de Estados Unidos | General Dynamics |                   |
| Bomba Mark 83                                                          | Bandera de Estados Unidos | General Dynamics |                   |
| Bomba Mark 84                                                          | Bandera de Estados Unidos | General Dynamics |                   |

##### Propulsión
| Sistema               | País                                                              | Fabricante                           | Notas |
| --------------------- | ----------------------------------------------------------------- | ------------------------------------ | --- |
| Turbina               | Bandera de Alemania · Bandera de Italia · Bandera del Reino Unido | MTU Avio S.p.A. Rolls-Royce Holdings | |
| Carcasa de la turbina | Bandera de España                                                 | ITP Aero                             | Ex-subsidiaria de Rolls Royce Holdings vendida a Bain Capital. Participante en el desarrollo del motor para FCAS |
| Tobera                | Bandera de España                                                 | ITP Aero                             | Ex-subsidiaria de Rolls Royce Holdings vendida a Bain Capital. Participante en el desarrollo del motor para FCAS |

#### Versión española
Referencias.

##### Estructura
| Sistema                                                  | País                                                              | Fabricante                          | Notas                                       |
| -------------------------------------------------------- | ----------------------------------------------------------------- | ----------------------------------- | ------------------------------------------- |
| Radomo                                                   | Bandera de España                                                 | CONSUR S.A.                         |                                             |
| Timones, cola, Canards, ala izquierda y fuselaje central | Bandera de Alemania · Bandera de Italia · Bandera del Reino Unido | EADS Deutschland Alenia BAE Systems |                                             |
| Ala derecha y tanques de combustible                     | Bandera de España                                                 | Construcciones Aeronáuticas S.A.    |                                             |
| Generador de aire puro a alta presión                    | Bandera del Reino Unido                                           | Ultra PCS                           |                                             |
| Sistema hidráulico                                       | Bandera de España                                                 | CESA                                | Empresa española vendida a Héroux-Devtek    |
| Sistema de eyección                                      | Bandera de España                                                 | CESA                                | Empresa española vendida a Héroux-Devtek    |
| Sistema de frenado de emergencia                         | Bandera de España                                                 | CESA                                | Empresa española vendida a Héroux-Devtek    |
| Paracaídas de frenado                                    | Bandera de España                                                 | CESA                                | Empresa española vendida a Héroux-Devtek    |
| Tren de aterrizaje                                       | Bandera de España                                                 | CESA                                | Empresa española vendida a Héroux-Devtek    |
| Sistema de frenado                                       | Bandera del Reino Unido                                           | Meggitt                             | Empresa británica vendida a Parker Hannifin |
| Frenos carbocerámicos                                    | Bandera del Reino Unido                                           | Meggitt                             | Empresa británica vendida a Parker Hannifin |
| Ruedas                                                   | Bandera del Reino Unido                                           | Meggitt                             | Empresa británica vendida a Parker Hannifin |
| Neumáticos                                               | Bandera de Francia                                                | Michelin                            |                                             |

##### Electrónica
| Sistema                                          | País                                                                                                  | Fabricante                                                  | Notas                                                                                |
| ------------------------------------------------ | --- | ----------------------------------------------------------- | ------------------------------------------------------------------------------------ |
| Hardware del sistema de control de vuelo         | Bandera de España                                                                                     | ENOSA, actualmente parte de Indra Sistemas                  | desarrollado conjuntamente con GFSA, Bodenseewerk Gerätetechnik (BGT) y BAE Systems  |
| Software del sistema de control de vuelo         | Bandera de Alemania                                                                                   | Airbus Defence & Space                                      |                                                                                      |
| Hardware de la computadora de vuelo              | Bandera de España                                                                                     | Indra Sistemas                                              |                                                                                      |
| Software de la computadora de vuelo              | Bandera de España                                                                                     | Indra Sistemas                                              |                                                                                      |
| Sistema de posicionamiento                       | Bandera de España                                                                                     | Indra Sistemas                                              |                                                                                      |
| Sistema de piloto automático                     | Bandera de España                                                                                     | Indra Sistemas                                              |                                                                                      |
| Altímetro                                        | Bandera de Francia                                                                                    | Thales                                                      |                                                                                      |
| ADTs                                             | Bandera del Reino Unido                                                                               | Meggitt                                                     | Empresa británica vendida a Parker Hannifin                                          |
| Sistema de almacenamiento y transmisión de datos | Bandera de España                                                                                     | Tecnobit                                                    | BSD                                                                                  |
| Sistema de comunicaciones                        | Bandera de España                                                                                     | Airbus Defence and Space S.A.U.                             |                                                                                      |
| Sistema de control de armas                      | Bandera de España                                                                                     | Indra Sistemas                                              |                                                                                      |
| Radar                                            | Bandera de España                                                                                     | Indra Sistemas                                              | Desarrollado conjuntamente con Selex Galileo, EADS Defence Electronics y BAE Systems |
| Sistema IRST PIRATE                              | Bandera de España                                                                                     | Tecnobit                                                    | Desarrollado conjuntamente con Leonardo S.p.A. y Thales Land & Joint Systems         |
| Cámara térmica                                   | Bandera de España                                                                                     | Tecnobit                                                    |                                                                                      |
| FLIR                                             | Bandera de España                                                                                     | Tecnobit                                                    |                                                                                      |
| Optrónica                                        | Bandera de España                                                                                     | Tecnobit                                                    |                                                                                      |
| Cabina                                           | Bandera del Reino Unido                                                                               | BAE Systems                                                 |                                                                                      |
| Casco                                            | Bandera del Reino Unido                                                                               | BAE Systems                                                 |                                                                                      |
| Traje y piloto                                   | Bandera de España                                                                                     | Parafly                                                     |                                                                                      |
| Sistema de oxígeno y soporte vital               | Bandera de Alemania                                                                                   | Dräger España                                               |                                                                                      |
| Sistema de escape                                | Bandera del Reino Unido                                                                               | Martin-Baker                                                | Asiento eyectable modelo Mk.16                                                       |
| Sistema de alerta de misiles                     | Bandera de España                                                                                     | Indra Sistemas                                              |                                                                                      |
| Equipo ECM-ESM                                   | Bandera de España                                                                                     | Indra Sistemas                                              |                                                                                      |
| Sistema de chaff y bengalas                      | Bandera de España                                                                                     | Fibertecnic                                                 |                                                                                      |
| Contenedores de chaff y bengalas                 | Bandera de Suecia                                                                                     | SAAB                                                        |                                                                                      |
| Unidad de control combinado                      | Bandera de Estados Unidos                                                                             | Hamilton Sundstrand                                         |                                                                                      |
| Servopropulsores                                 | Bandera de España                                                                                     | Page Ibérica                                                |                                                                                      |
| Sistema de administración de claves              | Bandera de España                                                                                     | Tecnobit                                                    | BULKANO                                                                              |
| Simulador de vuelo (PSTS)                        | Bandera de Alemania · Bandera de España · Bandera de Alemania · Bandera de Canadá · Bandera de España | Airbus Defence and Space CAE Elektronik GmbH Indra Sistemas |                                                                                      |

##### Armamento
| Sistema                      | País                                    | Fabricante                    | Notas |
| ---------------------------- | --------------------------------------- | ----------------------------- | --- |
| Cañón y depósito de munición | Bandera de Alemania · Bandera de España | Mauser Santa Bárbara Sistemas | BK 27 de 27 mm fabricado por Santa Bárbara Sistemas bajo licencia de Mauser Empresa española vendida a General Dynamics |

Ver MBDA Meteor.

## Variantes

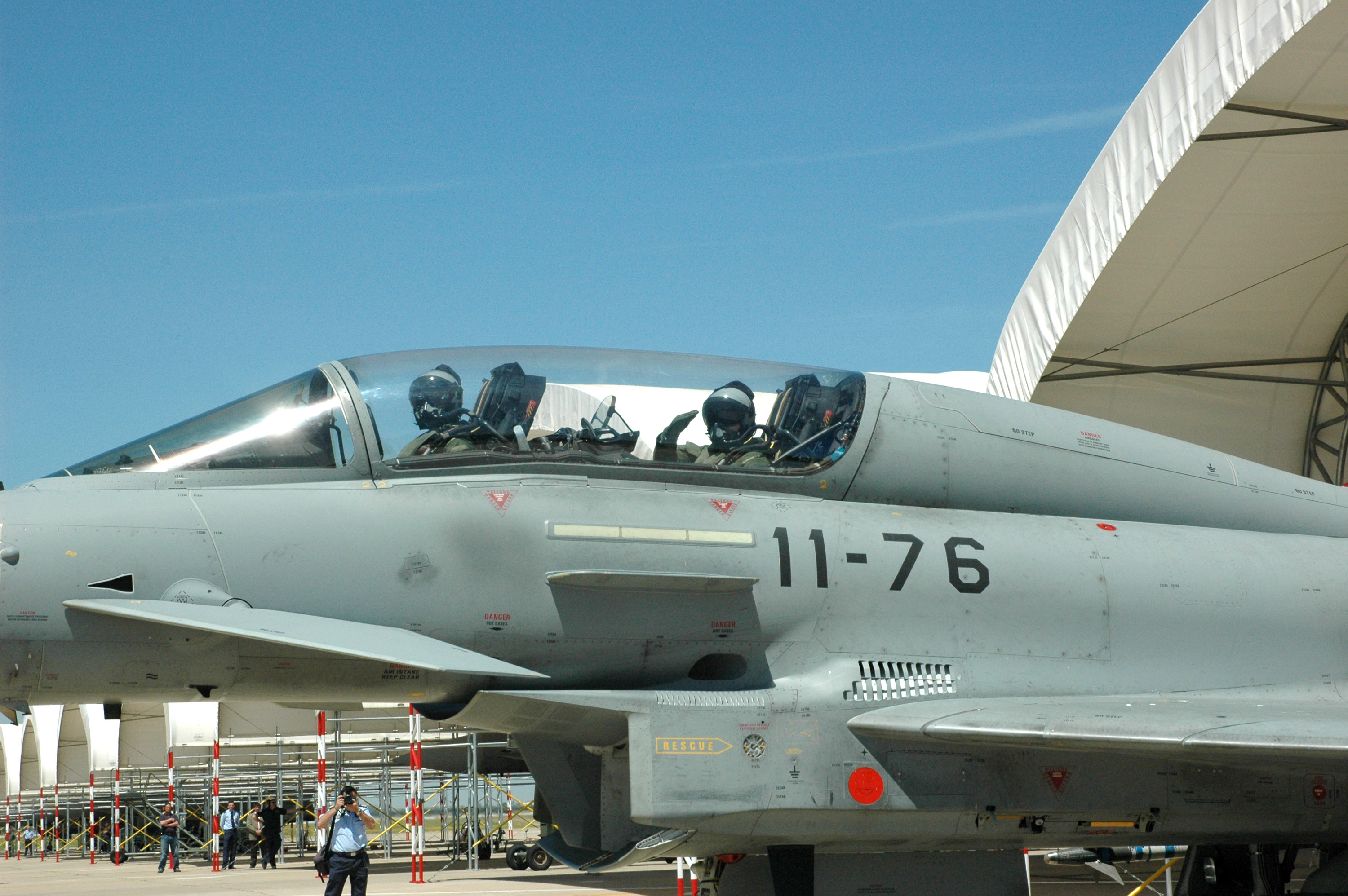
Detalle de la sección delantera de un Eurofighter biplaza español.

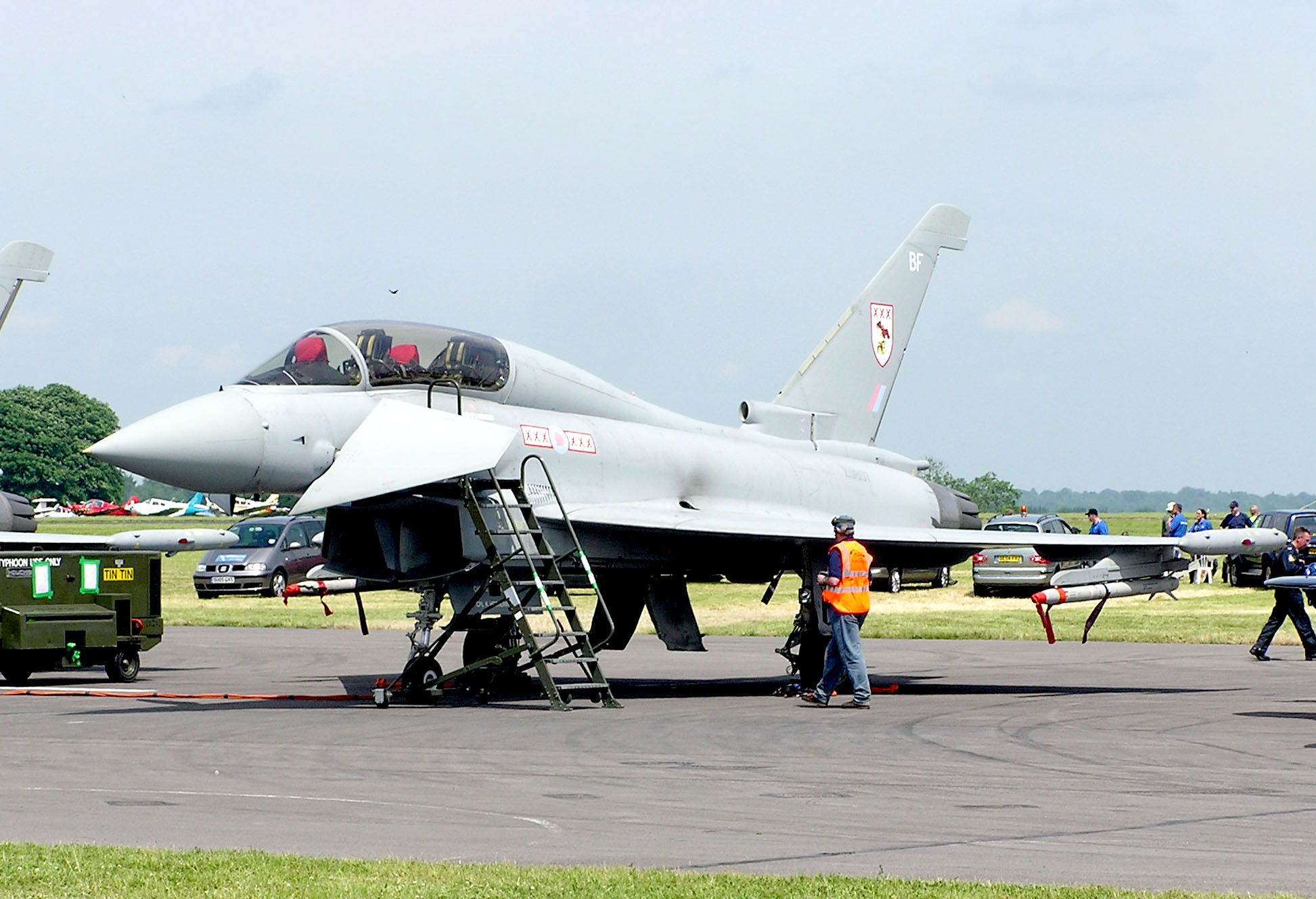
Eurofighter Typhoon T.1 de la RAF.

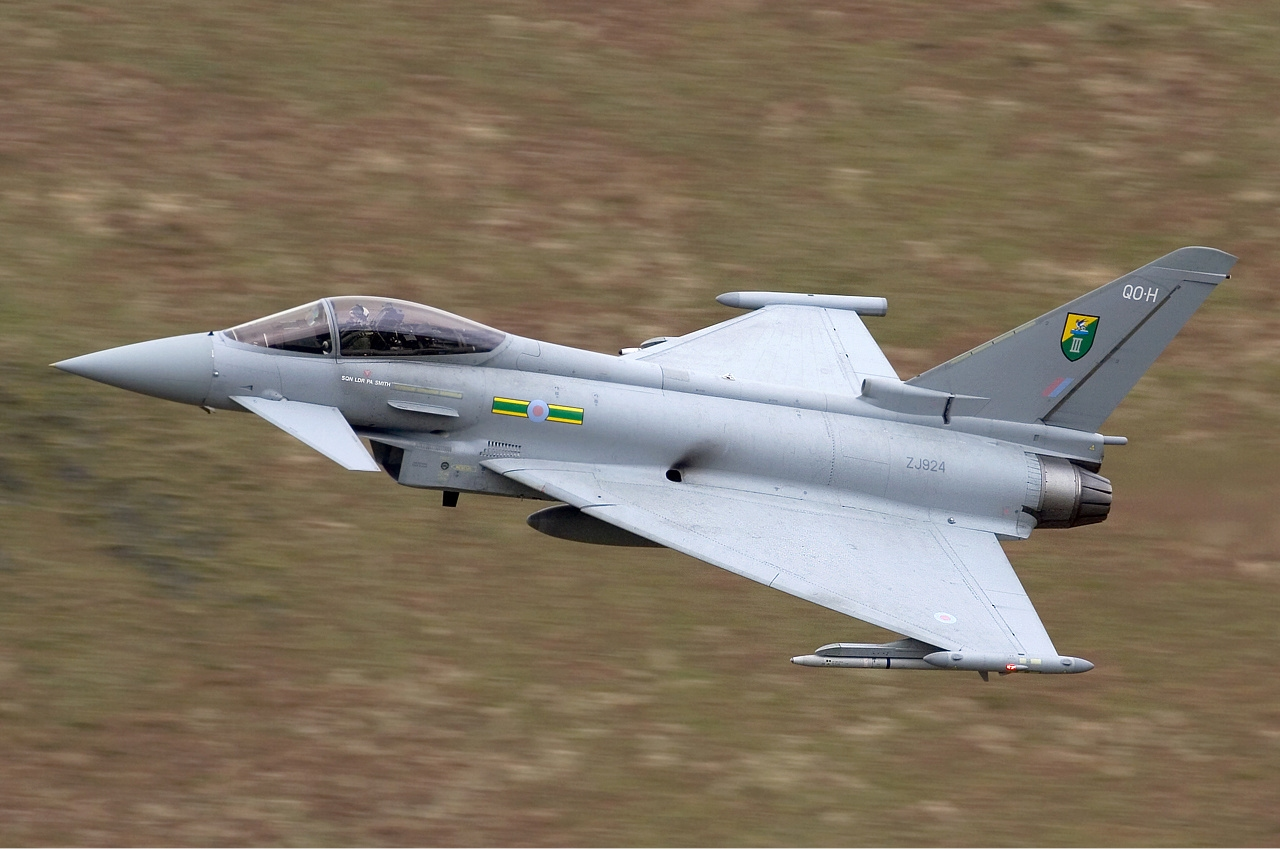
Typhoon F2 de la RAF.

### Aviones de desarrollo
DA (Development aircraft - Aeronave de Desarrollo)
Siete aviones con equipamiento y misiones diferentes.
DA1 (Alemania)
Estructura de vuelo, motores y Software de Control de Vuelo (FCS - Flight Control Software).
DA2 (Reino Unido)
Desarrollo del FCS y mejoras estructurales.
DA3 (Italia)
Desarrollo de sistemas armamentísticos.
DA4 (Reino Unido)
Desarrollo de radar y aviónica, siendo actualizado a la Fase 2.
DA5 (Alemania)
Desarrollo de radar y aviónica, siendo actualizado a la Fase 2.
DA6 (España)
Desarrollo de estructura de vuelo y pilotaje.
DA7 (Italia)
Navegación, aviónica y carga de misiles.

### Aviones de producción instrumentados
IPA (Instrumented Production Aircraft - Aeronave instrumentada de producción)
Siete aviones de producción estándar para futuro desarrollo de sistemas.
IPA1 (Reino Unido)
Subsistema de Ayudas Defensivas (DASS - Defensive Aids Sub System).
IPA2 (Italia)
Integración de armamento aire-tierra.
IPA3 (Alemania)
Integración de armamento aire-aire.
IPA4 (España)
Integración de armamento aire-tierra y desarrollo ambiental.
IPA5 (Reino Unido)
Integración de armamento aire-tierra y aire-aire.
IPA6 (Reino Unido)
Conversión de aeronaves de Serie (BS031). Sistemas de aviónica de la Fase 2.
IPA7 (Alemania)
Conversión de aeronaves de Serie (GS029). Estándar de la Fase 2.

### Aviones de producción en serie
Los aviones de producción en serie, también conocidos por las siglas en inglés SPA (Series Production Aircraft), son los aviones operacionales y de entrenamiento.

#### Tranche 1
Los aviones de la Tranche 1 fueron producidos desde 2003 en adelante y contaron con las capacidades iniciales del Typhoon.
Bloque 1
Capacidad operativa inicial (IOC) y capacidad de defensa aérea.
Bloque 2
Capacidades aire-aire iniciales.
Bloque 2B
Capacidades aire-aire completas.
Bloque 5
Capacidad operativa plena (FOC) estándar combinando las capacidades aire-aire existentes con capacidades aire-tierra. Todos los aviones de la Tranche 1 están siendo actualizados con las capacidades del Bloque 5 mediante el programa de reconversión R2.

#### Tranche 2
Bloque 8
Nuevos computadores de misión (hardware) necesarios para la integración de armamento futuro como los misiles MBDA Meteor, Storm Shadow y Taurus. Diferencias en la construcción con la Tranche 1 relacionados con obsolescencia o cambios en la tecnología de producción.
Bloque 10
Capacidad operativa aumentada (EOC) 1
Aire-aire: AIM-120C-5 AMRAAM, IRIS-T digital.
Aire-tierra: GBU-24, armas guiadas por GPS, ALARM, Paveway III y IV, Rafael LITENING III.
Bloque 15
EOC 2
Aire-aire: Meteor.
Aire-tierra: Taurus, Storm Shadow, Brimstone.

#### Tranche 3A
Los aviones de la Tranche 3 (Bloque 25) están actualmente en producción.
Bloque 20
EOC 3.
Bloque 25
Debido a problemas presupuestarios derivados de la actual crisis económica, la Tranche 3 fue dividida en dos: las Tranche 3A y Tranche 3B. Los aviones de la Tranche 3A tendrán interfaces para posibles mejoras futuras, pero serán entregados con el nivel de capacidades alcanzado en la Tranche 2, dejando la Tranche 3B a la espera de ser aprobada.

#### Tranche 3B
Incluirá las siguientes mejoras, de ser aprobada:
- Radar AESA CAPTOR-E.
- Software de control de empuje vectorial para gestionar el movimiento de futuras toberas 3D.
- Toberas 3D.
- Casco BAE “Striker” HMD.
- Tanques de combustible conformables.

#### Long Term Evolution (LTE)
Hará funciones de proyecto puente hasta la entrada en servicio del Futuro Sistema Aéreo de Combate en torno al año 2040. Incluirá las siguientes mejoras:
- Arquitectura del sistema de misión.
- Subsistema de ayuda defensiva Praetorian (en inglés Praetorian Defensive Aids Sub System, DASS).[124]
- Interfaz Hombre-máquina.
- Flexibilidad Operacional.
- Mejoras de rendimiento del motor EJ2000.

### Eurofighter naval
Originalmente propuesto en los años 90 como una posible solución a las necesidades de la Marina Real para un avión embarcado para su nuevo portaaviones clase Queen Elizabeth (Future Carrier - Borne (FCBA)). En enero de 2001, el Ministerio de Defensa del Reino Unido desechó formalmente la opción de un Eurofighter naval para sus nuevos portaaviones nacionales, a favor de la variante STOVL, es decir, el F-35B, que en ese momento prometió ser un avión capaz, ligero, monomotor, de bajo coste y de menor marca de radar, más invisible por su diseño furtivo. Dicho avión se suponía que entraría en servicio en 2012, fecha que coincidiría con la que entrarían en servicio los nuevos portaaviones nacionales del Reino Unido. Fue rechazado por "motivos de eficacia-coste".
El Plan de Revisión de seguridad y defensa estratégica de octubre de 2010 ("SDSR") anunció que, debido a problemas de tiempo, coste y desarrollo con la variante STOVL del F-35 (F-35B), el Reino Unido procederá a la adquisición de la variante CATOBAR F-35C en su lugar, que son más grandes y pesados, que también serán utilizadas por la Armada estadounidense en los nuevos portaaviones USS Gerald R. Ford (CVN-78). Esto requerirá que los portaaviones clase Queen Elizabeth del Reino Unido (que ya están en construcción) sean modificados con catapultas de vapor o las nuevas catapultas electromagnéticas para lanzar a los aviones en el futuro.
Esto, combinado con los crecientes costes y plazos de ejecución del programa F-35, ha llevado a renovadas llamadas para que el Reino Unido cancele o postergue su participación en el programa F-35 y «navalice» el tramo final de producción del caza europeo Eurofighter (que ya está comprometido a comprar para bases en tierra) para operar desde los nuevos portaaviones clase Queen Elizabeth. A pesar de ello, hasta la fecha, el Eurofighter naval sigue siendo solo una propuesta; pero se ha producido cierto interés por otras naciones, como la India, en adaptar el Eurofighter para operar desde portaaviones.
La variante de diseño propuesta permitiría al Eurofighter operar desde portaaviones en despegue corto pero recobrado mediante detención (STOBAR), utilizando una rampa sky jump para lanzar aviones y arresting gear o cabo de detención para aterrizaje convencional, o con catapultas de vapor en forma similar al caza Rafale de Francia.
En febrero de 2011, BAE debutó con un Typhoon naval en respuesta a la solicitud de la India. El modelo ofrecido es STOBAR (despegue corto pero recobrado mediante detención) capaz de operar en la futura clase de portaaviones ligeros INS Vikrant (R11) de India.
Los cambios necesarios para que el Typhoon sea lanzado por el sky jump y pueda ser recuperado en los aterrizajes, agrega unos 500 kg a la estructura del avión. Si la Armada India persigue un portaaviones con lanzamiento por catapulta desde un portaaviones ligero, el Typhoon por ahora es poco competitivo frente a las ofertas de los otros rivales (por ejemplo, el Rafale de Francia, el Super Hornet de Estados Unidos, el nuevo caza de peso medio Mikoyan MiG-29K y el caza pesado Su-33 de Rusia, y el nuevo proyecto del caza naval ligero nacional HAL Tejas de India y el caza ligero Saab Gripen NG de Suecia.
Desde la reunión de confirmación de compra, los requisitos para operar en catapulta, nuevo tren de aterrizaje, alas adelantadas y más extendidas, añaden demasiado peso a esta aeronave, disminuyen el rendimiento y aumentan sustancialmente los costes por la modificación.

## Operadores
Alemania

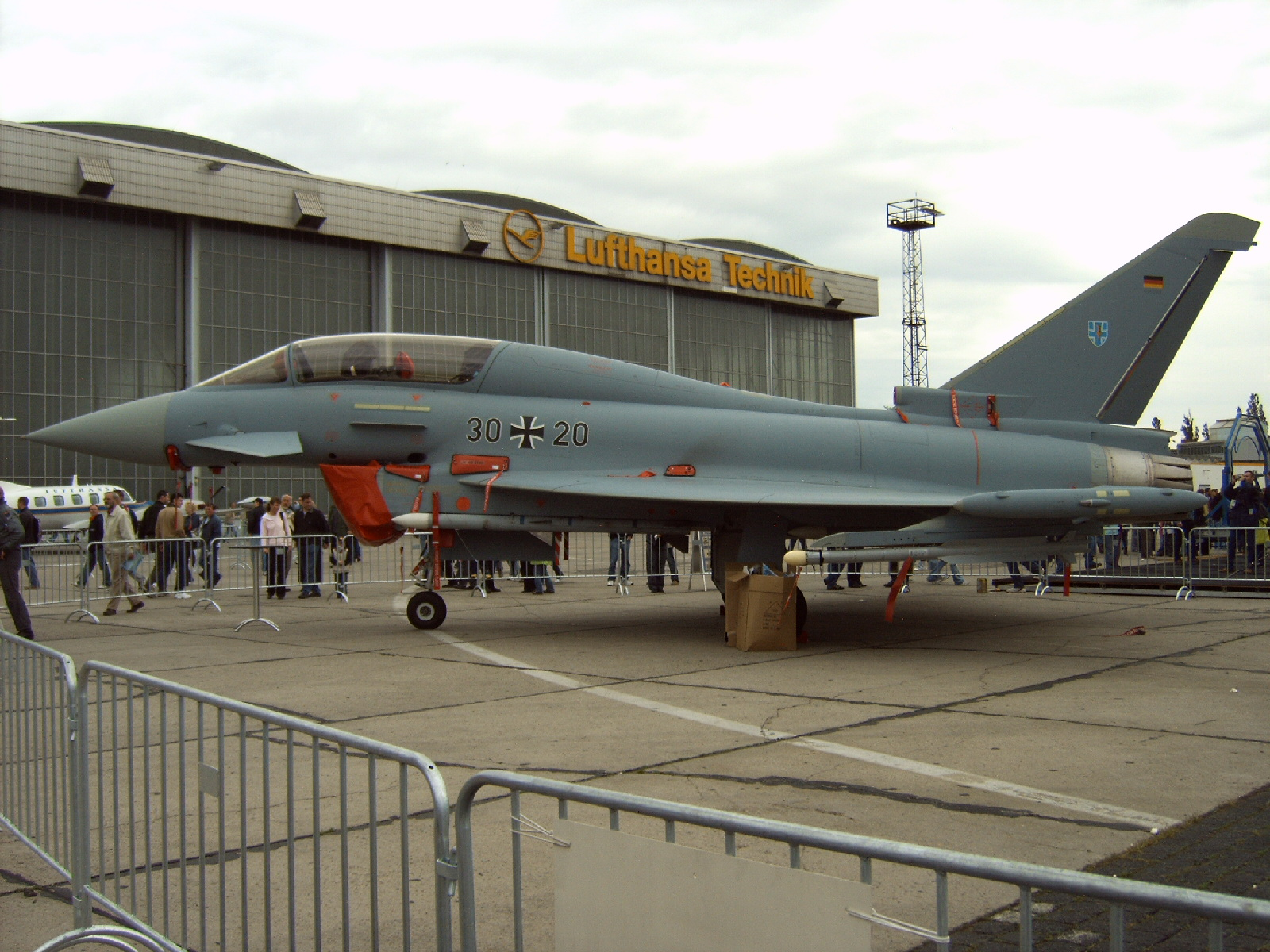
Eurofighter Typhoon alemán.

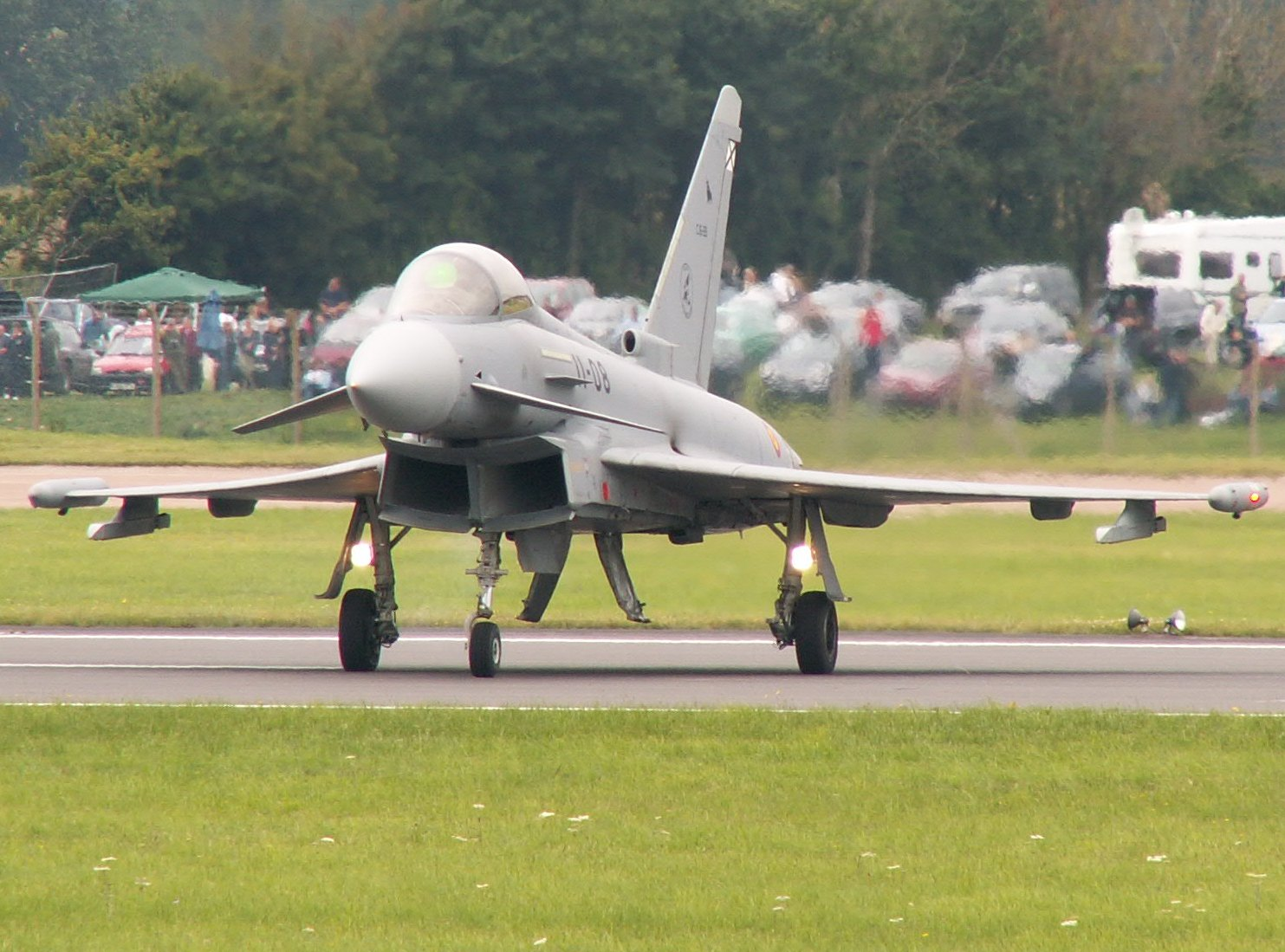
Eurofighter Typhoon español.

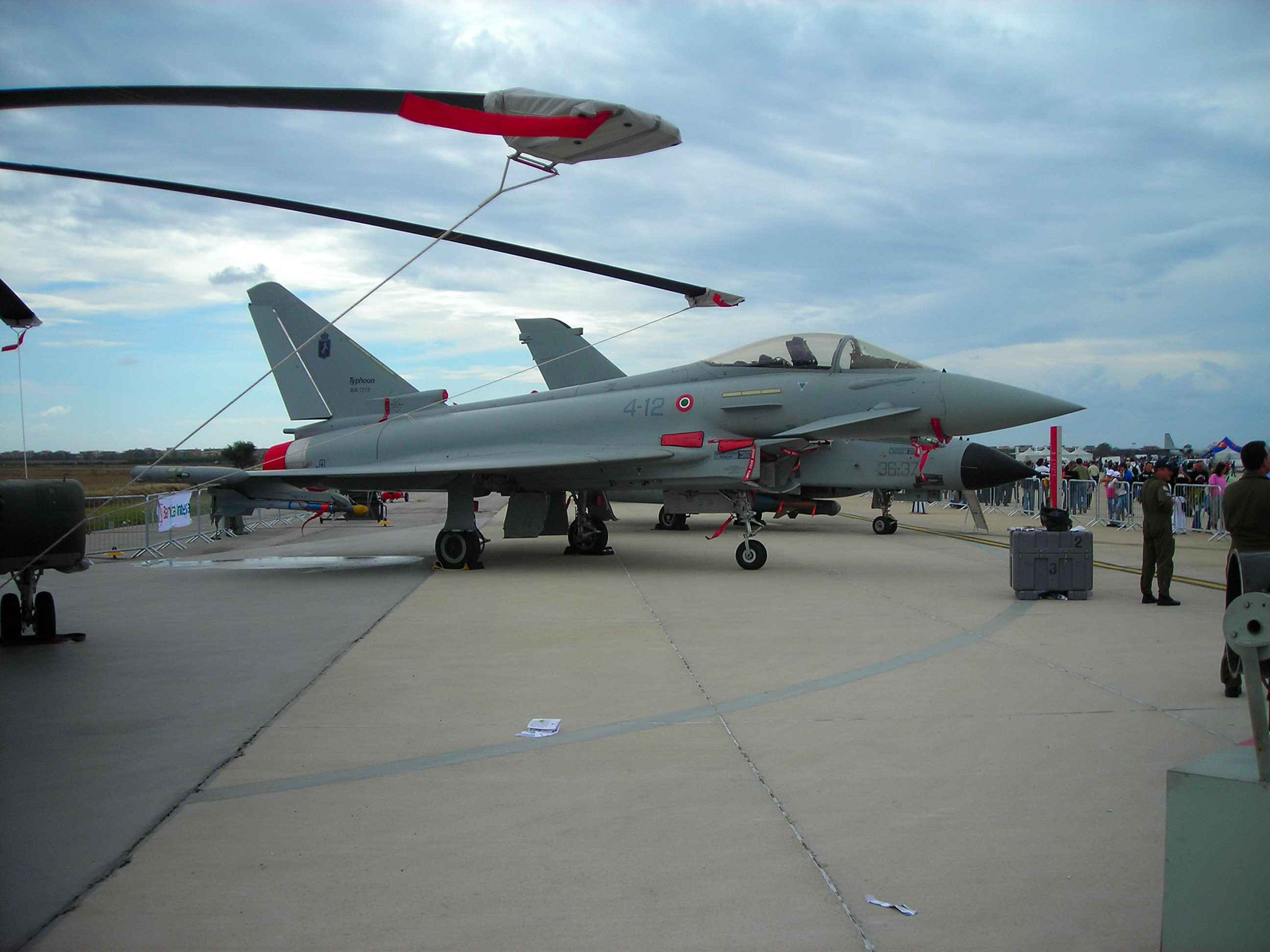
Eurofighter Typhoon italiano.

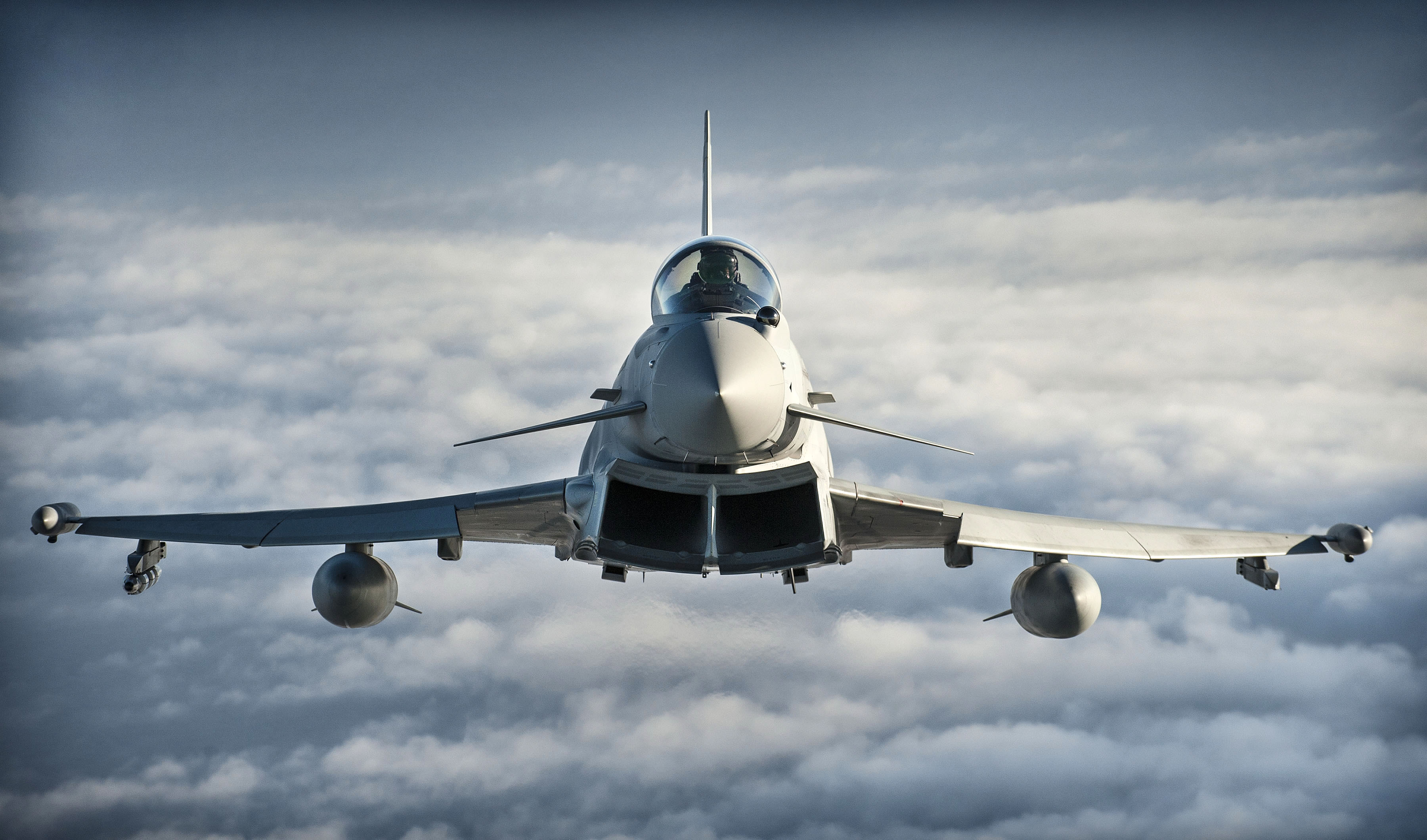
Vista frontal de un Eurofighter Typhoon británico en vuelo.

- Luftwaffe: recibidos los primeros 143 aviones pedidos.[13] 38 Tranche 4 fueron encargados.
  - Jagdgeschwader 73 Steinhoff.[134]
  - Jagdgeschwader 74.[134]
  - Jagdbombergeschwader 31 Boelcke.[134]

 Arabia Saudita
- Real Fuerza Aérea Saudí: recibidos los 72 aviones pedidos, con opción a 72 más, todos han sido entregados a partir de junio de 2017.[135]

 Austria
- Fuerza Aérea Austriaca: recibidos 15 aviones.[136]
  - Überwachungsgeschwader.[134]

 Catar
- Fuerza Aérea de Catar: encargados 24 aviones.[cita requerida]

 España
- Ejército del Aire de España: recibidos los 73 aviones pedidos.[13] A finales de 2021, el gobierno aprobó el programa Halcón I que acabó en la compra de 20 nuevos cazas Eurofighter para sustituir a los F-18 de Canarias.[137][138] En junio de 2022 comunicó la compra definitiva de 20 nuevas unidades.[62][63] En septiembre de 2023 se lanzó el programa Halcón II para adquirir otras 25 unidades.[139]
  - Ala 11, Base Aérea de Morón.
    - Escuadrón 111.[134]
    - Escuadrón 112.[134]
    - Escuadrón 113, entrenamiento y evaluación.[134]

  - Ala 14, Base Aérea de Los Llanos.
    - Escuadrón 142.[140]

 Italia
- Aeronautica Militare. Recibidos los 96 aviones pedidos.[cita requerida]
  - 9.º Gruppo Caccia.[134]
  - 20.º Gruppo Caccia.[134]
  - 12.º Gruppo Caccia.[134]

 Kuwait
- Fuerza Aérea de Kuwait: encargados 28 aviones.[141]

 Omán
- Real Fuerza Aérea de Omán: encargados 12 aviones de la Tranche 3, que se recibirían a partir de 2017.[142]

 Reino Unido
- Real Fuerza Aérea: recibidos los primeros 160 ejemplares, un pedido adicional de 72 aún no ha sido confirmado.[143]
  - N.º 1 Squadron RAF[134]
  - N.º 2 Squadron RAF, del 1 de abril de 2015.[144]
  - N.º 3 Squadron RAF.[134]
  - N.º 6 Squadron RAF.[134]
  - N.º 11 Squadron RAF.[134]
  - N.º 17 Squadron RAF.[134]
  - N.º 29 Squadron RAF.[134]
  - Base Aérea de la RAF en Monte Agradable (Mount Pleasant), Isla Soledad, islas Malvinas
  - N.º 1435 Flight RAF (islas Malvinas).[134]

## Historia operacional

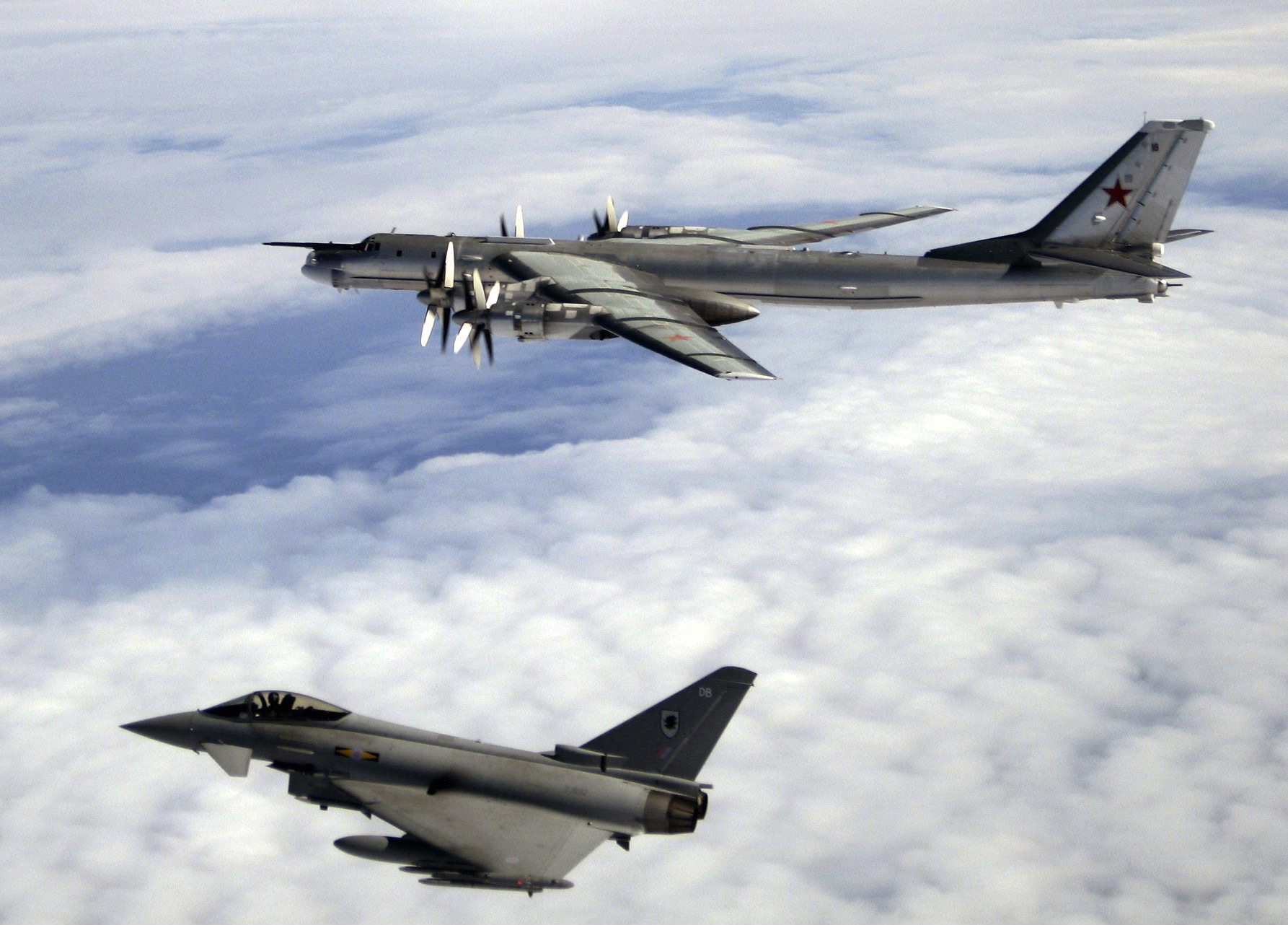
Un Typhoon F2 de la Real Fuerza Aérea británica escoltando a un bombardero estratégico ruso Túpolev Tu-95 sobre el Atlántico Norte en 2008.

- El 21 de noviembre de 2002, un Eurofighter Typhoon versión prototipo se estrelló en la Sierra de Altamira en Toledo. Afortunadamente, los dos tripulantes pudieron eyectarse del avión antes de que se estrellara.[145]
- El 8 de febrero de 2007, tres Eurofighter Typhoon españoles participaron en su primera misión de reconocimiento durante la cumbre de la OTAN celebrada en Sevilla.[146][10][147]
- El 17 de agosto de 2007, dos Eurofighter Typhoon, pertenecientes al XI Squadron de la RAF, interceptaron un Tupolev Tu-95 que se aproximó al espacio aéreo británico.[148]
- Alrededor del 25 de abril de 2008, un Eurofighter de la RAF sufrió daños al aterrizar en la base Aeronaval de China Lake (Estados Unidos). El piloto no se vio obligado a activar su asiento eyectable y no resultó herido.[149]
- En septiembre de 2009, la RAF desplegó en la Base Aérea de Monte Agradable (Islas Malvinas) cuatro Eurofighter Typhoon para la defensa del archipiélago, en sustitución de los cuatro Panavia Tornado ADV que se encontraban hasta ese momento allí.[150]
- El 24 de agosto de 2010, un Eurofighter Typhoon de entrenamiento se estrelló en la Base Aérea de Morón de la Frontera, en la provincia de Sevilla (España). El accidente ocurrió durante una sesión de entrenamiento de un piloto de Arabia Saudí, resultando éste muerto, mientras que el instructor de nacionalidad española pudo salvar su vida al ser eyectado del avión.[151]
- El 9 de junio de 2014, un Eurofighter Typhoon del Ejército del Aire de España se estrelló en la Base Aérea de Morón de la Frontera, en la provincia de Sevilla (España). En el accidente murió el piloto del aparato.[152]
- El 13 de septiembre de 2017, en el distrito de Alwade'a en Yemen, un Eurofighter Typhoon de la Real Fuerza Aérea Saudí (RSAF), que participan en una misión contra los combatientes Houthi, se estrelló contra una montaña, causando la muerte del piloto.[153]
- El 24 de septiembre de 2017, durante un espectáculo aéreo en Terracina , Latina, un Eurofighter Typhoon de la Fuerza Aérea Italiana se estrelló en el mar; el capitán Gabriele Orlandi de 33 años falleció en el accidente.[154]
- El 12 de octubre de 2017, un Eurofighter Typhoon perteneciente al Ala 14 del Ejército del Aire de España, se estrelló en el perímetro de la Base Aérea de Los Llanos, cuando volvía de Madrid después de haber participado en el desfile aéreo celebrado por el Día de la Hispanidad. En el accidente falleció el capitán Borja Aybar de 34 años.[155] Se grabó un vídeo de la maniobra que provocó el accidente (aunque no se filmó el accidente en sí mismo).[156] Se cree que el piloto pudo sufrir un desvanecimiento.[157]

## Especificaciones
Referencia datos: Eurofighter.com, BAESystems.com, y Royal Air Force.

### Características generales
- Tripulación: Uno (piloto, 2 en la versión de entrenamiento)
- Longitud: 16 m (52,4 ft)
- Envergadura: 11 m (35,9 ft)
- Altura: 5,3 m (17,3 ft)
- Superficie alar: 50 m² (538,2 ft²)
- Peso vacío: 11 000 kg (24 244 lb)
- Peso cargado: 15 550 kg (34 272,2 lb)
- Peso máximo al despegue: 23 500 kg (51 794 lb)
- Longitud de pista necesaria: 500 m
- Planta motriz: 2× turbofán Eurojet EJ200.
  - Empuje normal: 60,1 kN (6123 kgf; 13 500 lbf) de empuje cada uno.
  - Empuje con postquemador: 89,9 kN (9163 kgf; 20 200 lbf) de empuje cada uno.Motores EJ200 del Eurofighter.Ventilador de un motor EJ200 del Eurofighter.

### Rendimiento
- Velocidad máxima operativa (Vno): 2470 km/h (1535 MPH; 1333 kt) (1320 mph) a 11 000 m (Mach 2)

  - Supercrucero: Mach 1,3 sin postquemador
- Radio de acción: (usando los 3 depósitos):
  - Ataque a tierra, lo-lo-lo: 601 km
  - Ataque a tierra, hi-lo-hi: 1389 km
  - Defensa aérea con 3 h de patrulla aérea de combate: 185 km
  - Defensa aérea con 10 min de merodeo: 1389 km
- Alcance en ferry: 3706 km usando 3 tanques de combustible externos
- Techo de vuelo: 19 812 m (65 000 ft)
- Régimen de ascenso: 315 m/s (62 007 ft/min)
- Carga alar: 311 kg/m² (63,7 lb/ft²)
- Empuje/peso:
  - Normal: 0,77
  - Con postquemador: 1,15
- Límites de fuerzas G: +9/-3

### Armamento
- Cañones: 

  - 1x Mauser BK-27 de 27 mm

- Puntos de anclaje: 13 en total (8 pilones bajo las alas y 5 soportes más en el fuselaje) con una capacidad de 7500 kg, para cargar una combinación de:  
  - Bombas: 

    - Bombas guiadas:
      - Serie Paveway II: GBU-10, GBU-16, GBU-48 TIP y Enhanced Paveway
      - Serie Paveway III: GBU-24 y BPG-2000
      - JDAM
      - Las futuras HOPE/HOSBO

    - Bombas de caída libre/retardadas: de las clases 500, 1000 y 2000 lb

  - Misiles: 

    - Misiles aire-aire:
      - Corto alcance: AIM-9L Sidewinder, AIM-132 ASRAAM e IRIS-T
      - Medio/largo alcance: AIM-120 AMRAAM y el futuro MBDA Meteor

    - Misiles aire-superficie:
      - Antibuque: AGM-84 Harpoon o Rb 12 Penguin
      - Antirradiación: AGM-88 HARM, MBDA ALARM y el futuro AGM Armiger
      - De apoyo aéreo cercano: AGM-65 Maverick, Brimstone y SPEAR 3 (en desarrollo)
      - De crucero: Storm Shadow y Taurus KEPD 350

  - Otros: 

    - Pod dispensador de bengalas/señuelos infrarrojos y pod de señuelos radar
    - Pod de contramedidas electrónicas
    - Pod de búsqueda de objetivos LITENING III
    - Hasta 3 tanques de combustible lanzables, 1 de 1000 central, 2 de 1000 litros subalares

### Aviónica
- Radar Euroradar CAPTOR
- Sistema de búsqueda y seguimiento por infrarrojos (IRST) PIRATE

## Hitos del desarrollo
1972
- La RAF presentó su requerimiento (AST-396) de una aeronave con capacidades STOVL para sustituir a la flota de Harrier y Jaguar.
- Se revisó la especificación AST-403 para un caza de superioridad aérea. El requerimiento de STOVL desapareció y la AST-409 desembocó en el desarrollo del Harrier GR5.

Mitad de los años 70
- Francia, Alemania y Reino Unido iniciaron, conjuntamente, el programa para el Avión de Combate Europeo (ECA, European Combat Aircraft).

1979
- Siguiendo los diferentes requerimientos (en particular, el requerimiento francés de compatibilidad con portaaviones), BAe y MBB propusieron el Caza de Combate Europeo (ECF - European Combat Fighter).

1981
- El desarrollo de diferentes prototipos nacionales y las continuas diferencias sobre las especificaciones, llevaron a la cancelación del programa ECF.
- Los socios de Panavia (Alemania, Italia y Reino Unido) lanzaron el Avión de Combate Ágil (ACA - Agile Combat Aircraft). Debido a la falta de pago del desarrollo por parte de Alemania e Italia, el Reino Unido pagó el prototipo de 80 millones de libras, el Programa de Aeronave Europeo (EAP).

1983
- Mayo: se firmó el contrato de producción del prototipo del EAP.
- Reino Unido, Francia, Alemania, Italia y España lanzaron el programa de Caza Europeo del Futuro (F/EFA - Future European Fighter Aircraft). La aeronave debería tener características de Despegue Corto y Aterrizaje (STOL) y capacidades de ataque más allá del rango visual (BVR).

1984
- Francia reiteró su requerimiento de una versión con capacidad para ser utilizado en portaaviones y exige el 50% de la carga de trabajo. Reino Unido, Alemania e Italia optaron por establecer un nuevo programa EFA.

1985
- Francia abandona oficialmente el programa, empezando su proyecto ACX que terminaría dando origen al Dassault Rafale.
- 27 de octubre: el demostrador EAP se estrena en BAe Warton.

1986
- Junio: se establece Eurofighter GmbH.
- 8 de agosto: el EAP realiza su primer vuelo. Su configuración es casi el diseño final del Eurofighter.
- Rolls-Royce, MTU Aero Engines, FiatAvio (hoy Avio) e ITP forman la empresa EuroJet Turbo GmbH para el desarrollo del Eurojet EJ200.

1988
- 23 de noviembre: se firman los contratos para la producción de motores de demostración.

1990
- Se constituye EuroRADAR para el desarrollo del radar ECR-90 (posteriormente denominado Euroradar CAPTOR).

1991
- 1 de mayo: último vuelo del demostrador EAP.

1992
- Se constituye EuroDASS para el desarrollo de los Sub-Sistemas de Ayuda Defensiva (DASS). Inicialmente, solo Reino Unido e Italia participaban. Con el Eurofighter en servicio solo los aviones de la RAF explotan todas las posibilidades del DASS.
- Julio: Alemania anunció su intención de abandonar el proyecto. Empezaron negociaciones para reducir costes. Como aeronave de motor único, Alemania se decantaba por sistemas más baratos como los F/A-18 de APG-65 en lugar de los ECR-90, y retrasó su entrada en servicio dos años. Alemania participó en todos los sistemas.
- Diciembre: se renombra a Eurofighter 2000.

1994
- 27 de marzo: primer vuelo de la primera aeronave de desarrollo, DA1 de DASA en Manching, con motores RB199.[5]
- 6 de abril: primer vuelo del segundo avión de desarrollo, DA2 de BAe Warton. El DA2 también voló con motores RB199.

1995
- 4 de junio: primer vuelo del DA3 italiano, el primero con motores EJ200.

1996
- 31 de agosto: el DA6 español fue el primer doble asiento en volar.

1997
- 27 de enero: primer vuelo del DA7 desde Turín.
- 24 de febrero: primer vuelo del DA5 alemán, el primero equipado con ECR-90.
- 14 de marzo: primer vuelo del DA4 británico, el segundo dos asientos y el último de los siete aviones de desarrollo.

1998
- Enero: primeros intentos de reabastecimiento en vuelo involucran al DA2 y un Vickers VC-10 de la RAF.
- 30 de enero: NETMA y Eurofighter GmbH firman contratos para la producción y soporte de 620 aeronaves.
- Septiembre: se adopta el nombre de Typhoon, anunciado como nombre definitivo para su exportación. Hubo controversia porque lo último en aeronaves llevase el nombre del Hawker Typhoon, un avión de la Segunda Guerra Mundial.[161]
- 18 de diciembre: se firman los contratos de la fase.

1999
- Se constituye la compañía Eurofighter International como única compañía para la gestión de todas las exportaciones.

2000
- 8 de marzo: primera venta al extranjero: 60 aviones adquiridos por Grecia, con opción a otros 30.
- 16 de mayo: Reino Unido encargó el MBDA Meteor BVRAAM, llevando importantes beneficios para los proyectos de exportación.
- 7 de julio: el DA2 reapareció después de 10 meses parado, con lo último de aviónica, pintado en negro para reducir el efecto visual de 490 transductores de presión instalados en la superficie.

2002
- 5 de abril: el IPA2 realiza su primer vuelo desde Turín.
- 11 de abril: el IPA3 realizó su primer vuelo desde Manching, Alemania.
- 15 de abril: el IPA1 realizó su primer vuelo desde BAE Warton.
- 2 de julio: Austria anuncia la adquisición de 24 Typhoon, posteriormente reducido a 18.
- 23 de julio: el nombre "Typhoon" se adoptó oficialmente como nombre de servicio por los cuatro países socios.
- 21 de noviembre: el DA6 español se estrelló a 110 km (70 mi) al suroeste de Madrid. El problema se atribuyó a un modelo de desarrollo inicial del motor EJ200, un problema que el fabricante insistió en que no puede ocurrir con los motores en producción.[118]
- 11 de diciembre: las pruebas de vuelo se reemprenden.

2003
- 13 de febrero: el primer avión de serie, GT001, voló desde Manching. Fue el primero de los 180 aviones alemanes.
- 14 de febrero: en el espacio de una hora el IT001 italiano y BT001 británico realizaron su vuelo inaugural.
- 17 de febrero: el avión español ST001 voló desde EADS Military Aircraft, Getafe, España.
- 8 de marzo: entra en servicio activo en la Luftwaffe alemana el primer Eurofighter Typhoon.[6]
- 30 de junio: se firmó el acuerdo de recepción, haciendo formal la entrega de las aeronaves a las naciones socias.
- Octubre: empieza la integración del Meteor.

2004
- 27 de mayo: llegan a la Base Aérea de Morón los tres primeros aviones Eurofighter españoles, adscritos al 111 Escuadrón del Ala 11 de Morón.
- 27 de junio: dos Typhoon T1 de la RAF salieron del Reino Unido a Singapur para su comercialización y entrenamiento.
- 15 de diciembre: Reino Unido confirma el pedido de un segundo lote de 89 aviones, la última nación en alcanzar la fase 2 de producción de 236 aeronaves

2005
- 16 de diciembre: la Aeronautica Militare declaró al Eurofigther 'operativo' y lo estableció en la fuerza de alerta rápida de la base aérea de Grosseto.
- 21 de diciembre: Arabia Saudí acuerda con el Ministerio de Defensa británico la compra de un número indeterminado de aeronaves.[135]

2006
- Enero: primer escuadrón operacional de la Aeronautica Militare.
- Febrero: primera misión operacional realizada por un Eurofighter de la Fuerza Aérea Italiana al proteger el espacio aéreo sobre Turín en los Juegos Olímpicos de invierno de 2006.[162]
- Abril: primer escuadrón operacional de la RAF.
- 18 de agosto: se anunció la firma del contrato de adquisición de 72 aviones por parte de Arabia Saudí.[163]
- 3 de octubre: se entrega el avión de producción número 100.[164]

2007
- Septiembre: el ministro de Defensa, José Antonio Alonso, preside la entrega del cazabombardero 19 para España.[165]

2008
- Enero: Eurofighter GmbH anuncia la designación oficial del primer escuadrón Eurofighter de España, perteneciente al Ala 11 con un total de 14 aviones. En España el avión ha sido designado CE.16, y el número de serie del primer aparato entregado a las fuerzas armadas españolas fue el CE.16-01.
- Marzo: catorce Eurofighter Typhoon del Ejército del Aire español, del Ala 11 de Morón, cuatro de la Aeronáutica Italiana, tres de la Luftwaffe alemana y cuatro de la RAF vuelan por primera vez juntos en un ejercicio de defensa de espacio aéreo. La Base Aérea de Morón (Sevilla) y los cielos de Albacete son el escenario de las maniobras denominadas "Typhoon Meet", en las que se realizan simulacros de combates aéreos con F-18 y Harrier españoles y F-16 portugueses.[166]
- 11 de agosto: Arabia Saudí inicia los primeros contactos con la intención de adquirir un segundo lote de Eurofighter de 72 o más unidades.[35]
- 21 de octubre: Reino Unido recibe sus dos primeros aviones de la Tranche 2.[167]

## Aeronaves relacionadas

### Desarrollos relacionados
- British Aerospace EAP

### Aeronaves similares
- Chengdu J-10B
- / JF-17 Thunder
- Boeing F/A-18E/F Super Hornet
- Boeing F-15E Strike Eagle
- Boeing F-15SE Silent Eagle
- Dassault Rafale
- Saab Gripen NG
- Saab 39 Gripen
- Mikoyan MiG-35
- Sujoi Su-35

### Secuencias de designación
- Secuencia C._ (Aeronaves de Caza del Ejército del Aire español, 1978-presente): ← C.11 - C.12 - C.14 - C.15 - C.16